# Währinger Straße
 (mai 2024).

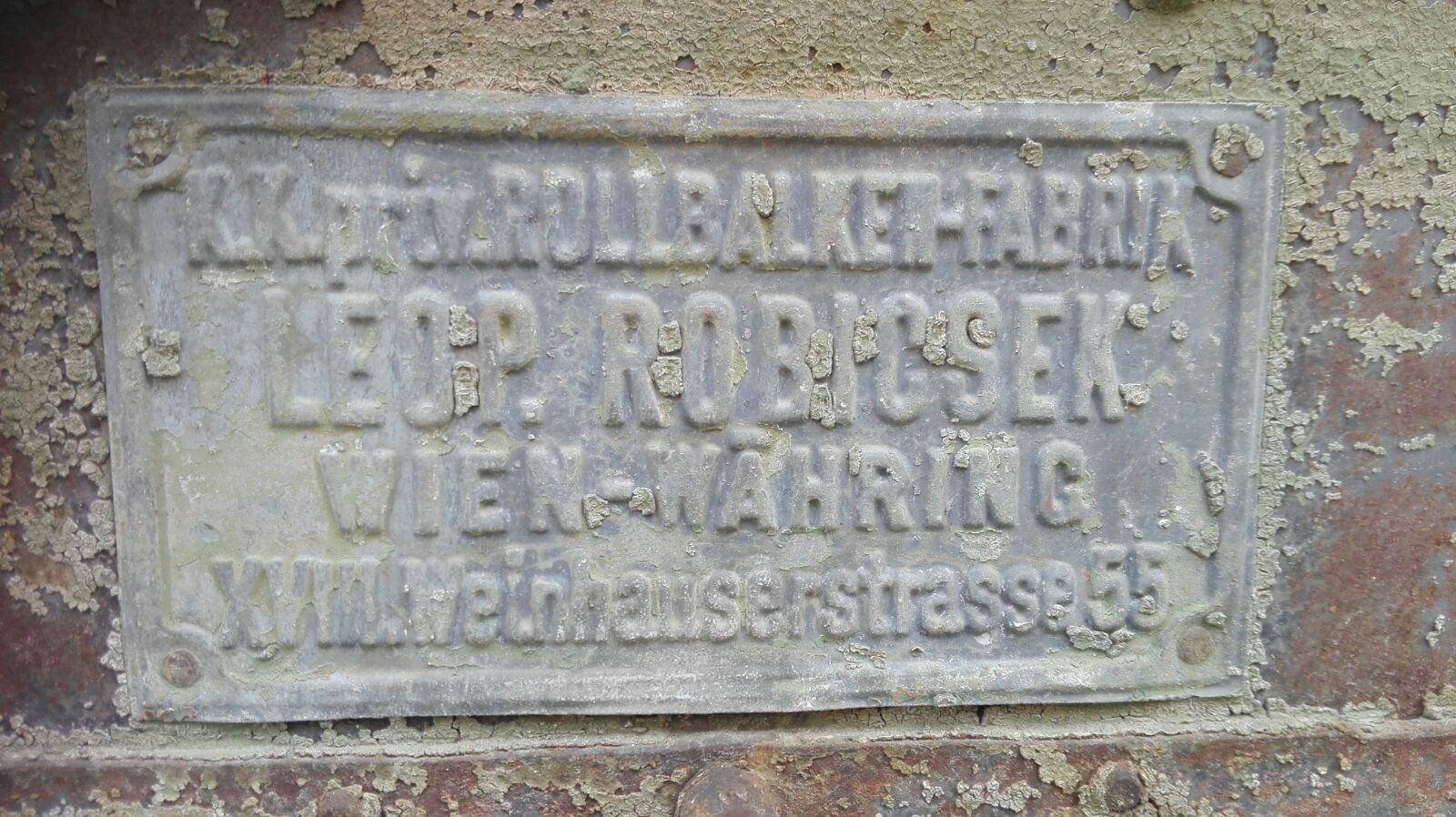
Plaque historique à Bozen - Gries avec le nom de production Wien-Währing, XVIII. Weinhauserstrasse 55, vers 1910

La Währinger Straße est l'une des artères les plus importantes de Vienne. Elle s'étend sur 3,14 kilomètres depuis la Maria-Theresien-Straße dans le quartier d'Alsergrund, jusqu'à Gersthof dans le quartier de Währing.

## Position
La Währinger Straße commence à Schottentor, à la frontière entre l'Innere Stadt et Alsergrund. Au Volksoper, elle traverse le Gürtel, la frontière entre les 9e et 18e district, puis change légèrement de direction.

## Nom
La Währinger Straße doit son nom à la commune de Währing, indépendante jusqu'en 1892. Le nom du quartier devient officiel en 1862, celui de la rue en 1894.
Le nom a été enregistré pour la première fois sous le nom de Warich vers 1170. Il n'y a que des spéculations sur l'origine du nom. Il peut être d'origine slave (var pour source chaude) ou germanique (werich pour travail diurne, c'est-à-dire un champ de la taille duquel un homme peut travailler en une journée), il peut également provenir de Werigandus, le premier abbé du monastère de Michelbeuern. Une autre origine possible du nom pourrait remonter à la conquête slave du pays, puisque Döbling (Toplica = ruisseau chaud) et Währing (Varica = ruisseau sombre) remontent aux toponymes slaves.
La partie allant de l'actuelle Sensengasse à Als (Spitalgasse) s'appelait Hohlweg ou Hollweg à partir de 1801. Le nom Neuburgerstraße - mentionné pour la première fois en 1314 sous le nom de Niuwenburger straze - pour la Währinger Straße apparaît dans les registres fonciers jusqu'à la zone de l'actuelle Boltzmanngasse. La zone allant de l'actuelle Van-Swieten-Gasse à la Lazarett- ou Spitalgasse s'appelait Herzogspeint ou Herzogspeundt vers 1818. Au XVIIIe siècle, la rue s'appelait autrefois Zwanzigerzeile et Zweiunddreißigerzeile, plus tard Währing Hauptstraße et Weinhaus Währing-Weinhauser Straße.

## Histoire

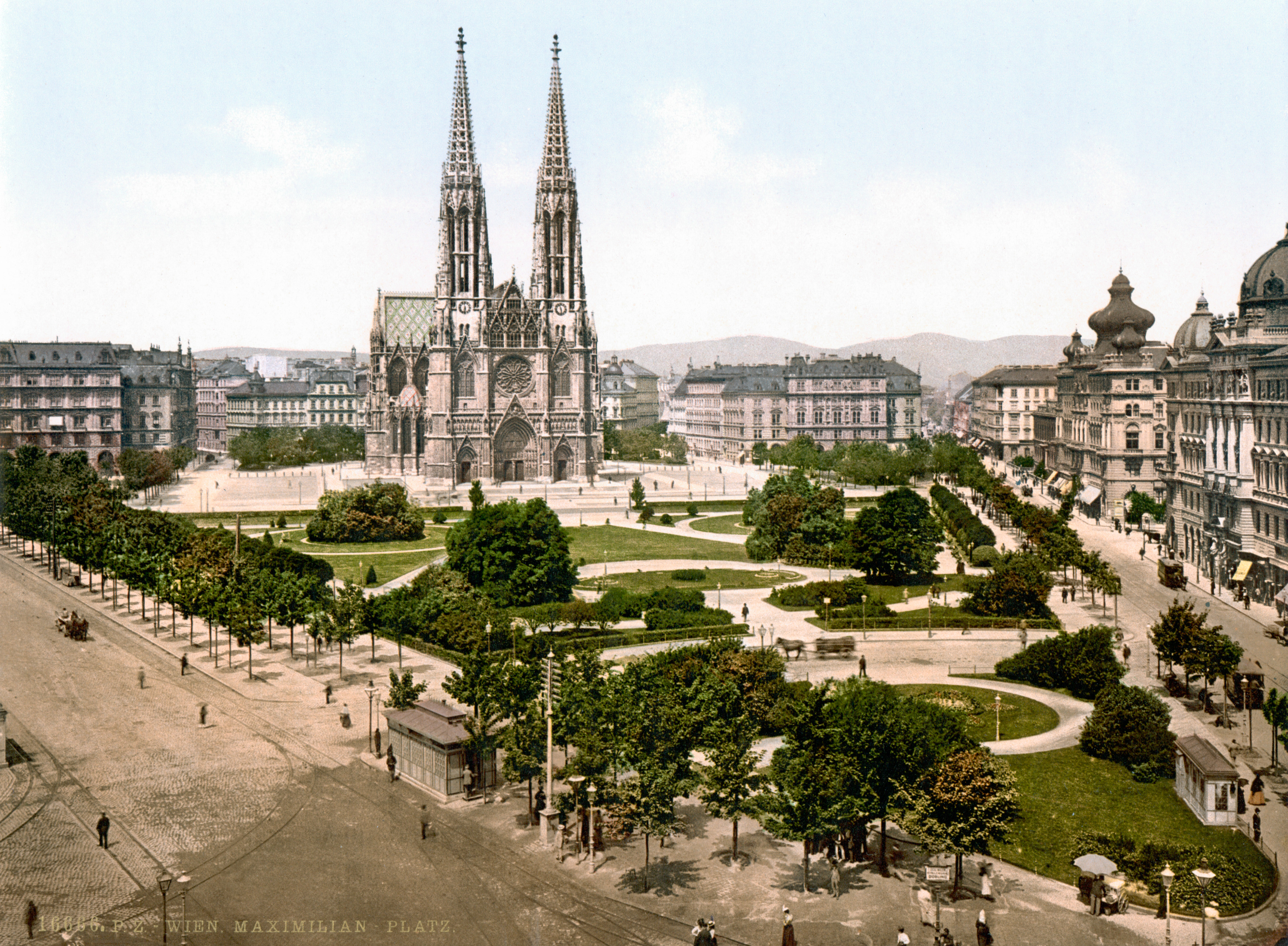
Le début de la Währinger Straße (à droite) près du Schottentor et de la Votivkirche, en 1900

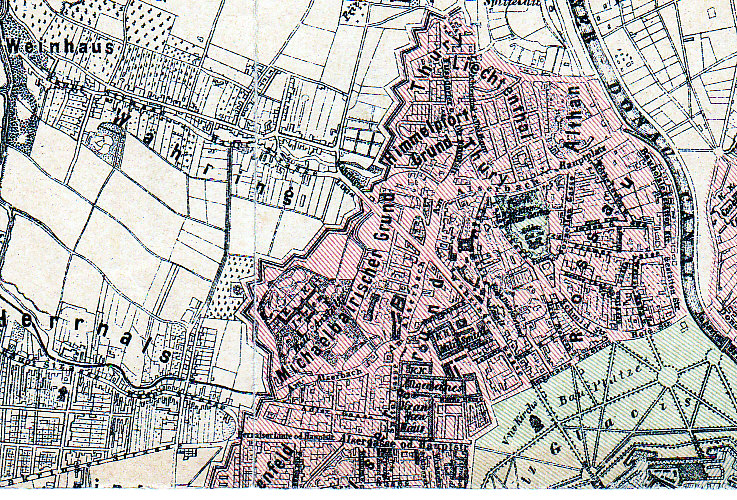
Le tracé de la Währinger Straße sur un plan de la ville de 1856

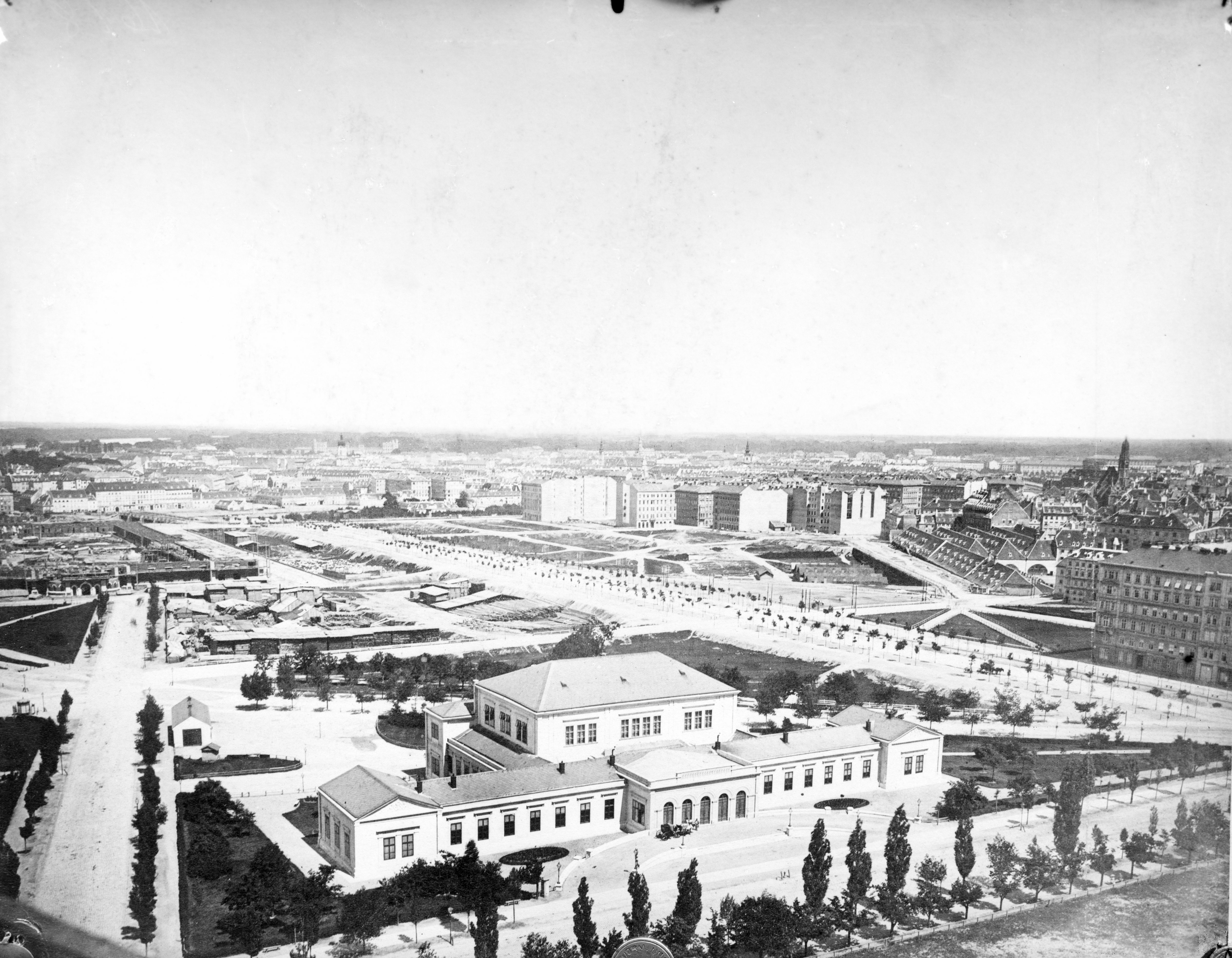
Chambre des représentants provisoire aux numéros 2-4, 1861-1883, derrière elle le Schottenring encore sous-développé

La rue a été mentionnée pour la première fois dans des documents en 1314. A cette époque, une Neuburger Straße était inscrite au registre foncier du Schottenkloster. Jusqu'au XIXè siècle, de grandes parties du neuvième arrondissement se présentaient comme un paysage de plaine inondable avec de nombreux cours d'eau qui furent ensuite redressés, comblés ou voûtés ; C'est pourquoi cette Neuburger Straße ne s'étendait pas directement vers le nord le long du futur canal du Danube.
Après les deux sièges turcs, le quartier fut réaménagé au XVIIIe siècle. Un lieu apprécié des jardins de la noblesse au XIXe siècle - comme le grand Dietrichsteingarten situé directement sur la Währinger Gasse, dans lequel le palais Dietrichstein, aujourd'hui palais Clam-Gallas, a ensuite été construit, et le palais-jardin Liechtenstein, situé plus bas.
L'histoire de la Währinger Straße dans sa forme actuelle a commencé lorsque l'Als, à l'origine de la rue à l'intersection actuelle avec la rue Spitalgasse – Nussdorfer Straße dans le 9e quartier, fut voûtée en 1840 et lorsque les faubourgs du Linienwall furent incorporés à Vienne en 1850. En 1855, la Währinger Straße fut redressée et étendue depuis la vallée de l'Als jusqu'au Linienwall.
L'incorporation de nombreux faubourgs à Vienne, dont Währing et Weinhaus, fut décidée en 1890. Lors de son entrée en vigueur en janvier 1892, la rue reçut sa longueur actuelle et en 1894 elle reçut son nom actuel. En 1898, le Volksoper fut achevé.
Pendant ce temps, fut également construite la Stadtbahn (architecte : Otto Wagner), dont la ligne de ceinture, ouverte en 1898 (depuis 1989 la ligne de métro U6) traverse la Währinger Straße comme une voie ferrée surélevée et dessert la station Währinger Straße-Volksoper.
La loi du Land de Basse-Autriche du 28 décembre 1904 stipulait que la frontière entre les arrondissements 9 et 18 était déplacée vers la rue Belt. Dans le communiqué correspondant du gouverneur de Basse-Autriche du 7 juin 1905 il était précisé que la nouvelle frontière occidentale du 9e district s'étend sur la « frontière ouest du corps de train léger » (de sorte que la ceinture intérieure et la ligne de métro actuelle appartiennent au district d'Alsergrund) et est en vigueur depuis le 1er juillet 1905.

## Adresses notables

### 9ème district

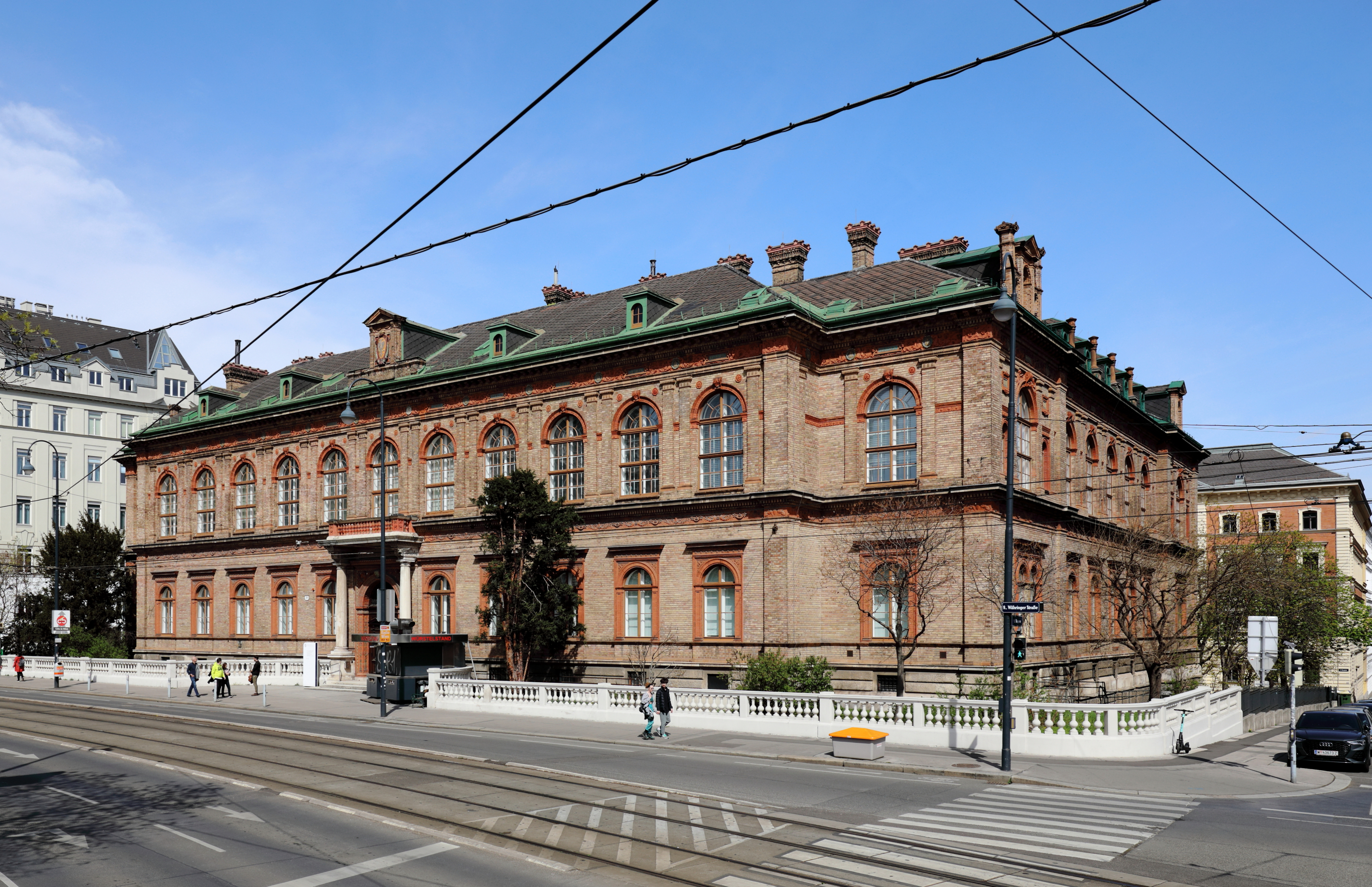
N°10 : L'ancien Institut de Chimie

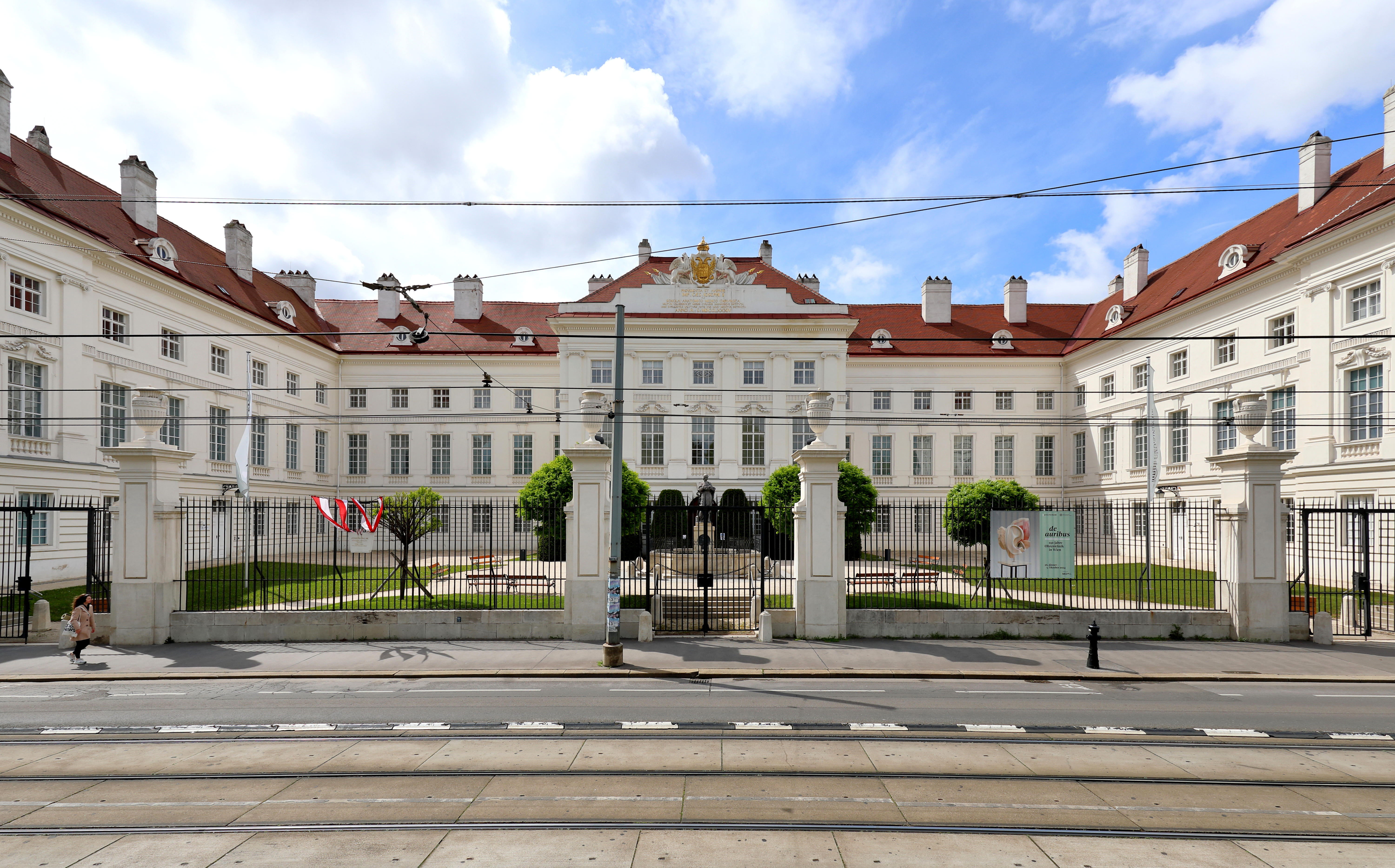
N°25 : Josephinum avec le Musée d'Histoire de la Médecine

Tronçon de Maria-Theresien-Straße à Spitalgasse / Nussdorfer Straße (numéros jusqu'à 69 et 78)
- N° 2–4 : De 1861 à 1883, la Chambre provisoire des représentants du Reichsrat, ironiquement connue sous le nom de Théâtre Schmerling, s’y trouvait, jusqu’en 1866, le parlement de toute la monarchie, à partir de 1867 seulement des royaumes et des États représentés au Reichsrat. En 1867, le Reichsrat a adopté la Constitution de décembre, qui a été valable jusqu’à la fin de la monarchie autrichienne en 1918.
- N° 6–8 : De 1887 à 1908, le siège de la section navale du ministère de la Guerre austro-hongrois s’y trouvait. Le ministère lui-même était basé à l’époque sur la place Am Hof.
- N° 10 : Ancien Institut de chimie, construit en 1869-1872 par Heinrich von Ferstel dans le style néo-Renaissance (briques apparentes).
- N° 13 : Institut d’anatomie de l’Université de médecine de Vienne (1950 / 1951) avec la partie centrale préservée du bâtiment historiciste, qui a été détruit lors des bombardements de 1945.
- N° 13A : Institut pharmacologique ; Bâtiment en brique, construit en 1898.
- N° 19, Coin de la Lackierergasse : Quartiers pour les sans-abri et les étudiants sous le nom de VinziRast au milieu d’une maison Biedermeier.
- N° 25 : Le Joséphinum, de style baroque classique, abrite l’Institut d’histoire de la médecine avec une extraordinaire collection de spécimens anatomiques en cire du 18e siècle.
- N° 26 : Plaque commémorative pour Mozart, qui a composé Così fan tutte ici en 1789 / 1790 dans une maison de jardin.
- N° 30–36 : Palais Clam-Gallas, ancien Palais Dietrichstein, aujourd’hui utilisé par le Lycée Français de Vienne, dans un grand parc privé.
- N° 38–42 : Devant l’Institut de chimie et de physique de l’Université de Vienne, construit en 1908-1915 à l’intersection de la Boltzmanngasse, se dresse le monument au chimiste et entrepreneur à succès Carl Auer von Welsbach, inventeur de la lampe à incandescence à gaz, conçue par Wilhelm Frass et inaugurée en 1935. Une ruelle, un parc et une rue portent son nom, et de 1956 à 1966, son portrait pouvait être vu sur le billet de 20 shillings.
- N° 41 : Le compositeur Anton Bruckner y a vécu de 1868 à 1876.
- N° 43 : Le bâtiment du conseil d’arrondissement du 9e arrondissement abrite le musée du district d’Alsergrund, qui comprend un mémorial Doderer, une salle commémorative Erich Fried et un mémorial Schnitzler.
- N° 45 : Sur la propriété à l’angle de la Spitalgasse se trouvait autrefois une maison d’approvisionnement pour les citoyens, qui a été démolie en 1928. Ensuite, l’administration municipale a créé le grand parc Arne Karlsson, ainsi nommé en 1949, dans lequel se trouvent des monuments au radiologue Guido Holzknecht et à l'infirmière suédoise, Elsa Brandström. Sous le parc s’étend un abri antiaérien de la Seconde Guerre mondiale.
- N° 48 : Patrie de la famille de musiciens Sirota avec leur fille Beate Sirota, qui a rédigé des parties de la constitution japonaise sur les droits des femmes en 1945.
- N° 50 : En face du parc Arne-Karlsson, non loin de l'Escalier du Strudlhof, qu’il a choisi comme titre pour son roman le plus célèbre, a vécu l’écrivain Heimito von Doderer de 1956 jusqu’à sa mort en 1966. Le mobilier de son bureau a été donné par sa veuve au musée du district (voir n° 43).
- N° 59 : L'ancienne usine de locomotives Georg Sigls, située au numéro 59, est un témoignage impressionnant des débuts de l'industrialisation de Vienne. Des locomotives, des machines à vapeur et des chaudières à vapeur y furent fabriquées jusqu'en 1873, date à laquelle l'usine dut fermer à la suite de la crise bancaire de mai 1873. De la Währinger Straße, on peut voir l'ancien bâtiment de direction et d'habitation avec deux figures allégoriques, représentant la science technique et l'ingénierie mécanique, au-dessus de l'entrée voûtée. De 1884 à 1979/1980, l'institut d'enseignement supérieur et de recherche connu sous le nom de Musée du commerce technologique était situé dans le vaste complexe composé de plusieurs cours. Depuis 1981, les bâtiments abritent le centre de culture et d'événements alternatifs WUK et le FZ - Women's Lesbian Migrant Girls Center (« Tour des femmes », escaliers 6).
- N° 78 : Scène conçue selon le plan du théâtre de Fellner & Helmer et ouverte en 1898 sous le nom de Kaiser-Franz-Josephs-Jubiläums-Stadttheater, depuis 1908 seulement appelée Volksoper, aujourd'hui un des quatre théâtres fédéraux.

### 18e district

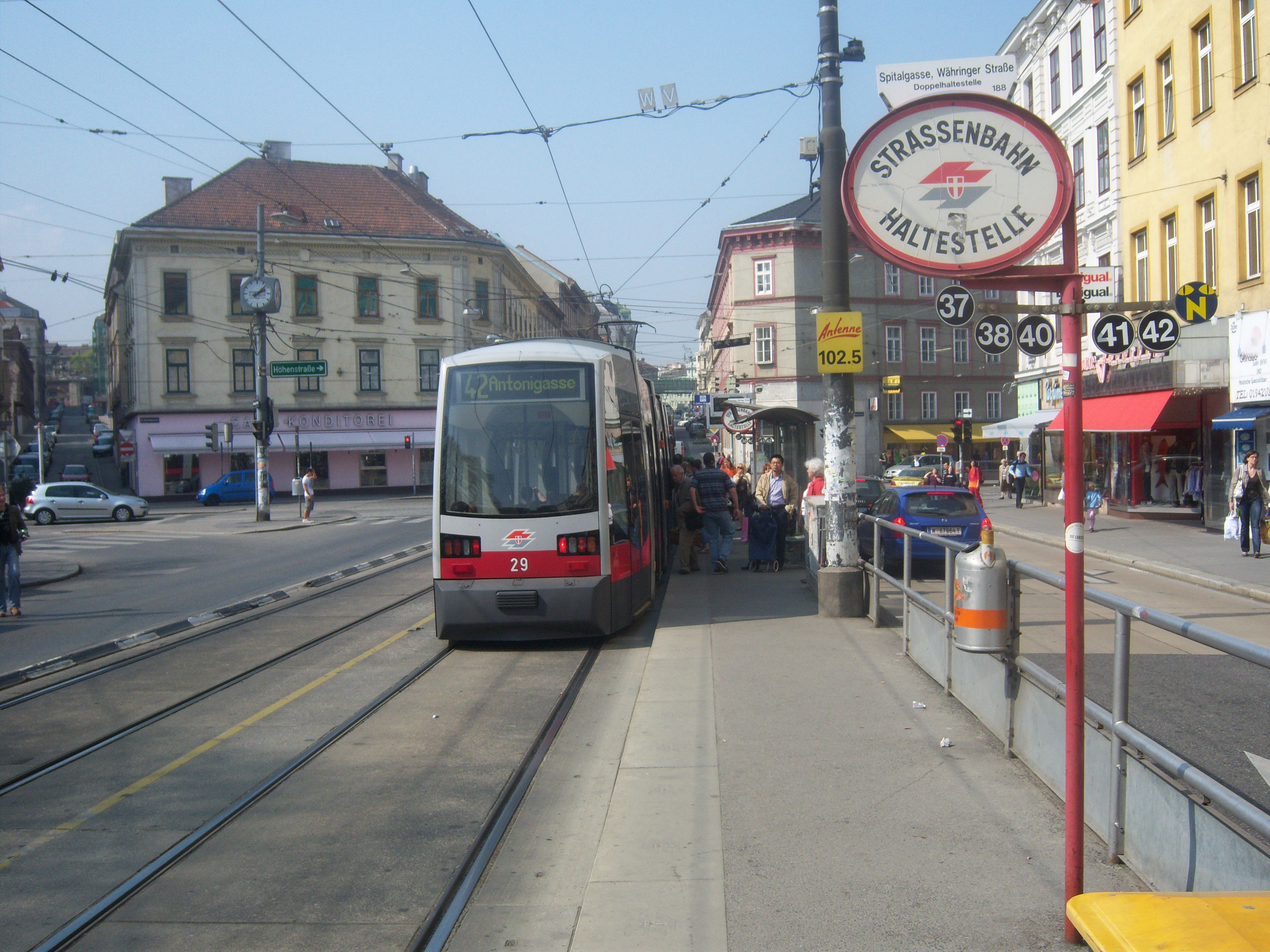
Cinq lignes de tramway circulent dans la section de la Währinger Straße la plus proche du centre.

Dans le cadre du renouvellement des conduites d'eau souterraines au cours de l'été 2018, la Währinger Straße, dans la zone située entre Riemen et Aumannplatz, a été dotée de quelques arbres et de zones de repos ainsi que d'un trottoir élargi par sections.

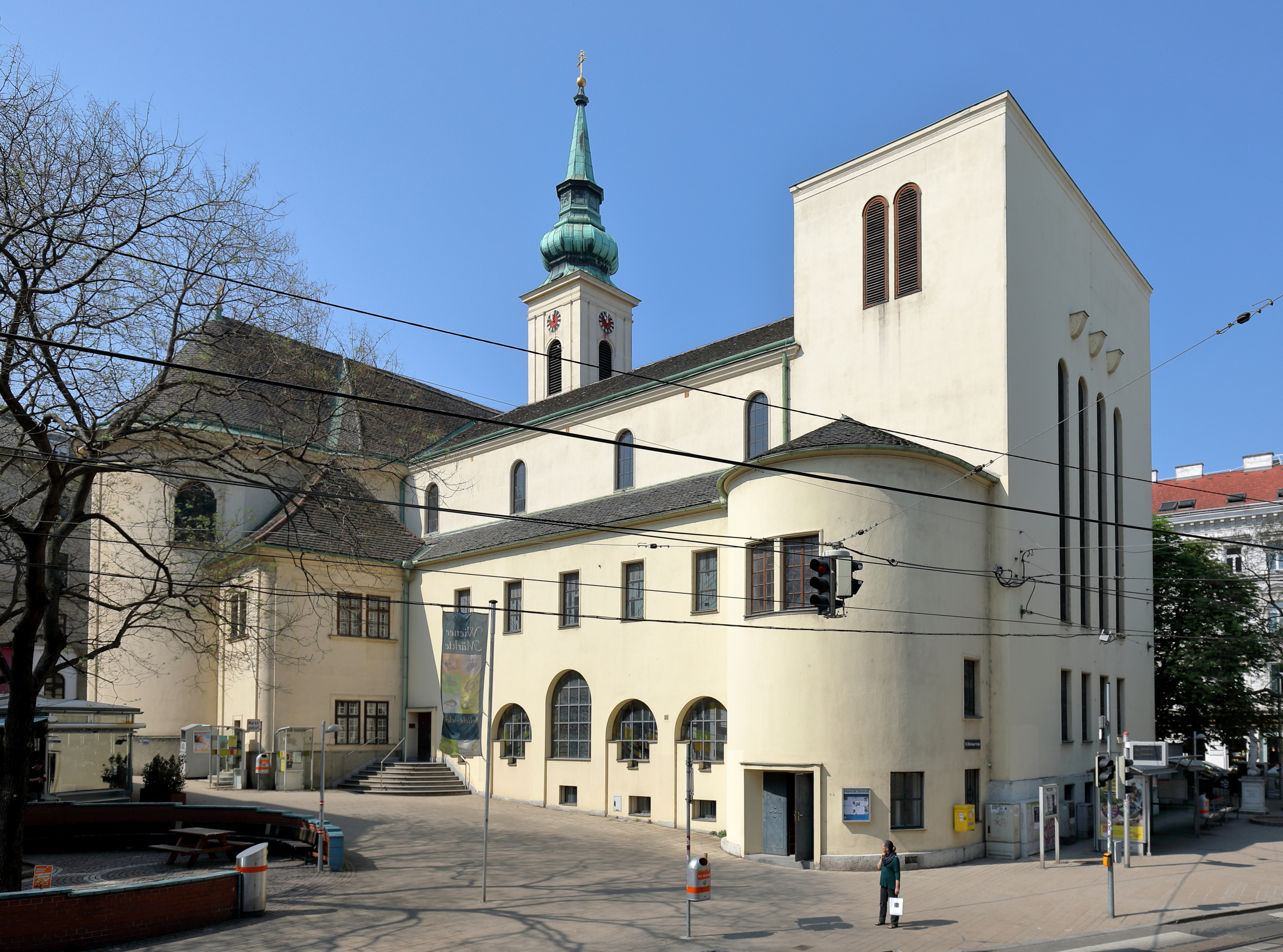
L'église paroissiale Währinger de Sainte-Gertrude au n° 95

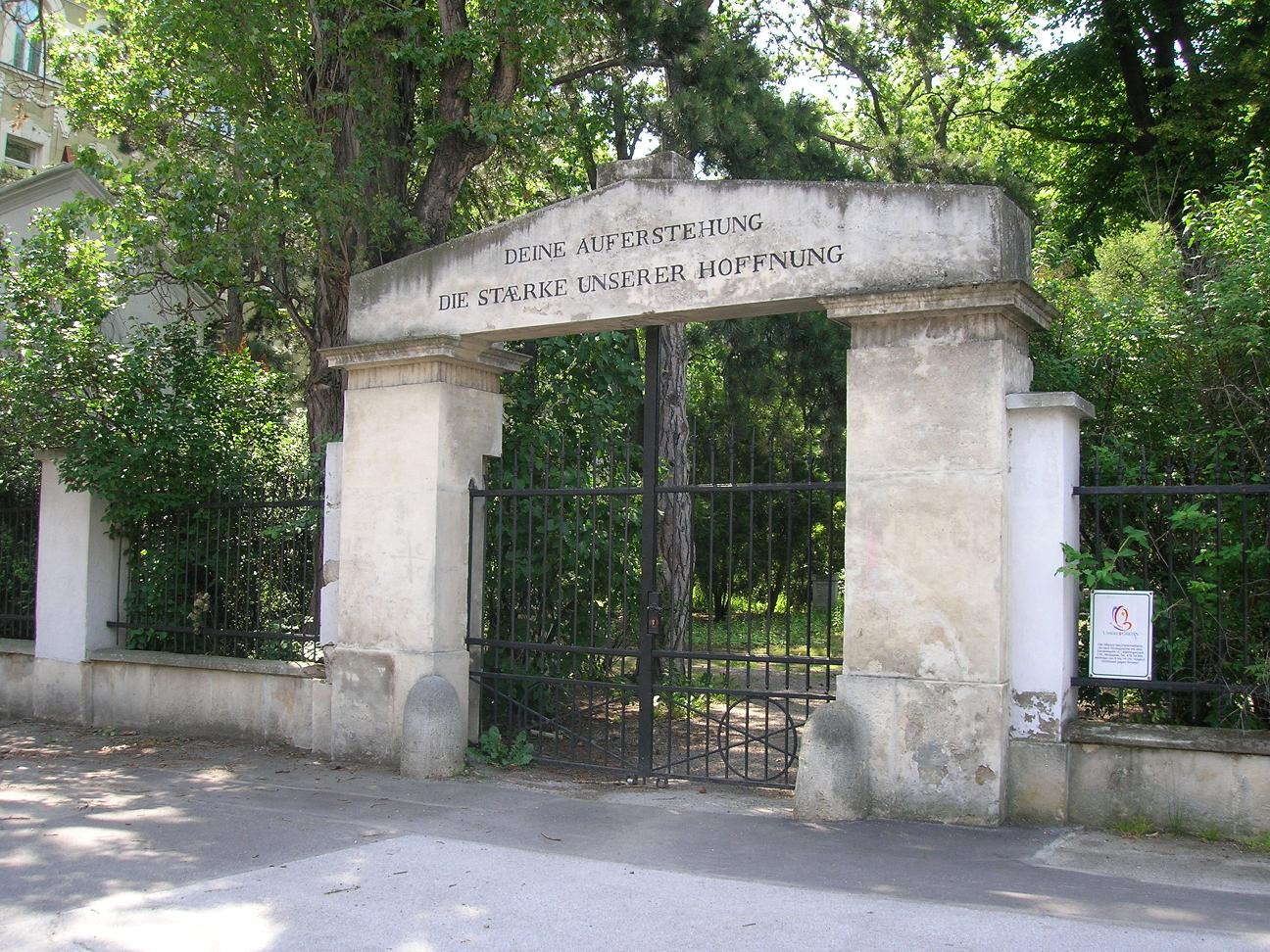
Le parc Schubert au n° 123

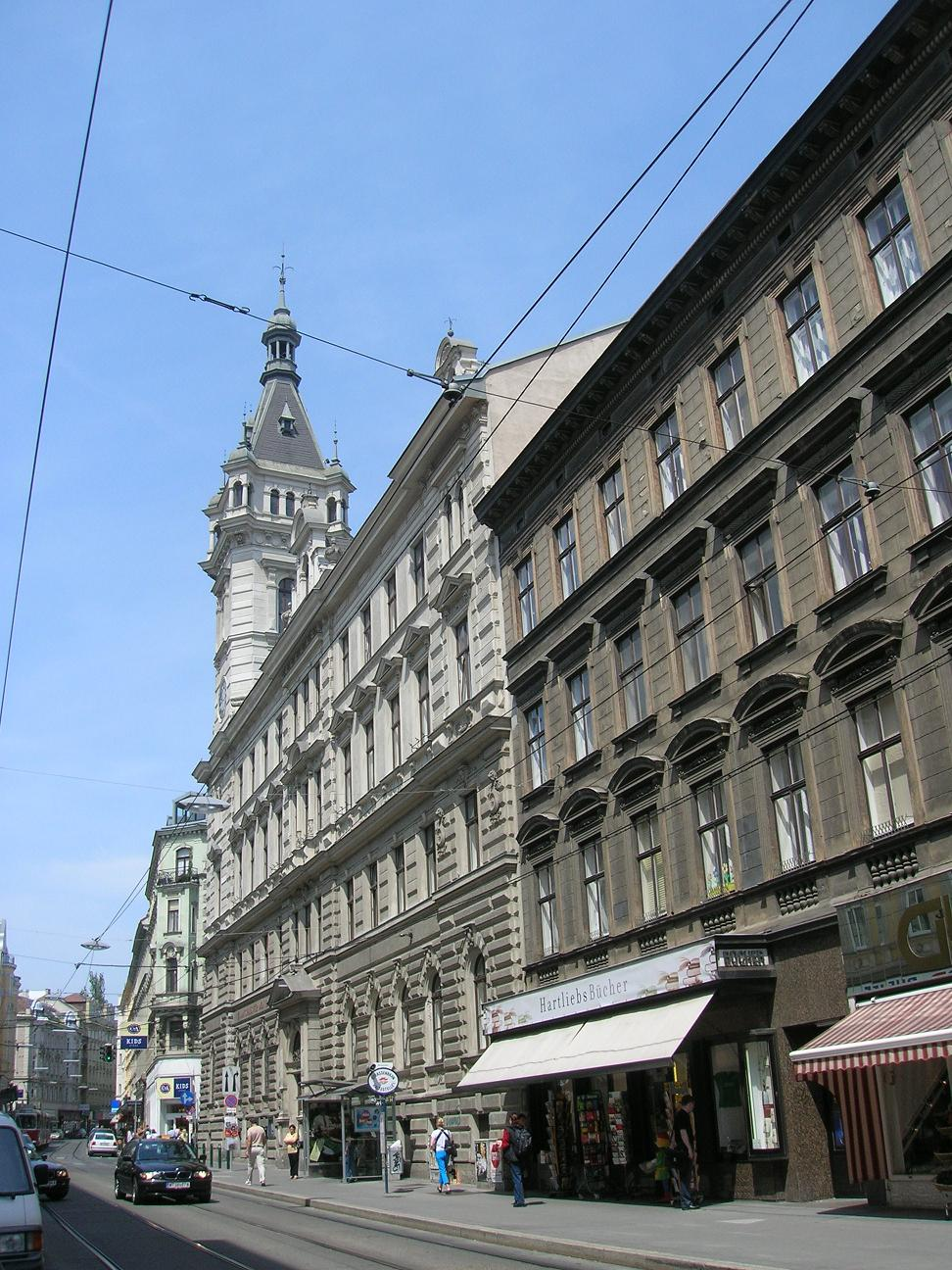
Le bureau communal d'arrondissement du 18e quartier au numéro 124

Tronçon du Währinger Belt à la Martinstrasse (numéros 71 et 80)
- N° 81-83 : Le peintre Hans Canon est né ici en 1829 et y a passé sa jeunesse.
- N° 95 : À l'église paroissiale Währinger de Sainte-Gertrude (mentionnée pour la première fois comme site d'une chapelle en 1213), la Währinger Straße s'étend vers le sud jusqu'à la Gertrudplatz avec le Kutschkermarkt, qui se poursuit dans la Kutschkergasse. Jusqu'en 1769, date à laquelle le cimetière local de Währing fut ouvert sur le site de l'actuel parc Schubert (voir ci-dessous), le cimetière de Währing était situé autour de l'église.
- N° 114 : L'immeuble a été construit en 1892 selon les plans de l'architecte Johann Hattey (1859-1904).
- N° 124 : L'hôtel de ville de la commune de Währing, construit en 1889 sur un ancien terrain d'auberge et qui sert de bureau de district municipal depuis 1892, exprime la confiance de la banlieue viennoise à la fin du 19e siècle avec son aspect saisissant et sa tour de l'horloge, visible de loin. Le musée du district de Währing y est également hébergé. Le bâtiment tournait ainsi le dos à la Vienne impériale de l’époque.

- N° 109-111 : La croix de la peste de 1605 commémore les épidémies de peste. Aux XVIe et XVIIe siècles , la peste a été signalée onze fois à Währing.
- N° 123 : Le berger communautaire de Warich (appelé Währing en 1651) est mentionné pour la première fois en 1582. La maison du gardien attenante au cimetière où il vivait fut démolie en 1907.
- Entre les n° 123 et 123A : Le parc Schubert, ouvert en 1925, est situé à l'emplacement du cimetière local de Währing, ouvert en 1769 et fermé en 1873. Les pierres tombales de Beethoven, Schubert, Nestroy, Grillparzer et d'autres qui y ont été enterrés à l'origine se trouvent dans le bosquet funéraire.
- N° 143 à 159 : Aumannplatz avec parc Norbert Liebermann et monument
- N° 169-171 / Paulinengasse 15 : à partir de 1815, c'était la résidence d'été et la résidence du journaliste et penseur politique conservateur Friedrich von Gentz, le soi-disant Gentzschlössel en forme de villa urbaine. Gentz achète la propriété en 1819. Le bâtiment était un lieu de rencontre social important pour l'establishment politique de Vienne de Vormärz. En 1927/1928, à la place de la villa, selon le projet de Konstantin Peller, fut construit un bâtiment communal de 69 appartements, qui fut nommé Toepler-Hof en 1965 en l'honneur de Rosa Toepler († 1916), qui légua la propriété à la municipalité de Vienne à des fins caritatives.
- N°170 : statue de Jean Népomucène
- N° 173-181 : Le palais Czartoryski, acheté par le prince Konstantin Czartoryski en 1831 et nommé en son honneur, s'y trouvait jusqu'en 1957 et appartenait à la municipalité de Vienne depuis 1912. Après sa démolition après 1955, une école municipale fut ouverte en 1959. La première église du quartier actuel de Weinhaus, mentionnée en 1807, se trouvait au Schlössel.
- N° 176-178 / Köhlergasse 1-3 : En 1929/1930, la direction des bâtiments de la ville de Vienne a construit un bâtiment communal de 35 appartements d'après les plans de Paul Fischel et Heinz Siller. Construction d'angle dans le style Nouvelle Objectivité avec loggias insérées.
- N° 188-190 : En 1926/1927, la Mairie de Vienne construisit un bâtiment communautaire en face de l'ancien Czartoryskischlössel (voir n° 173-181) sur la base d'un projet de Michael Rosenauer avec 258 appartements.[réf. nécessaire].

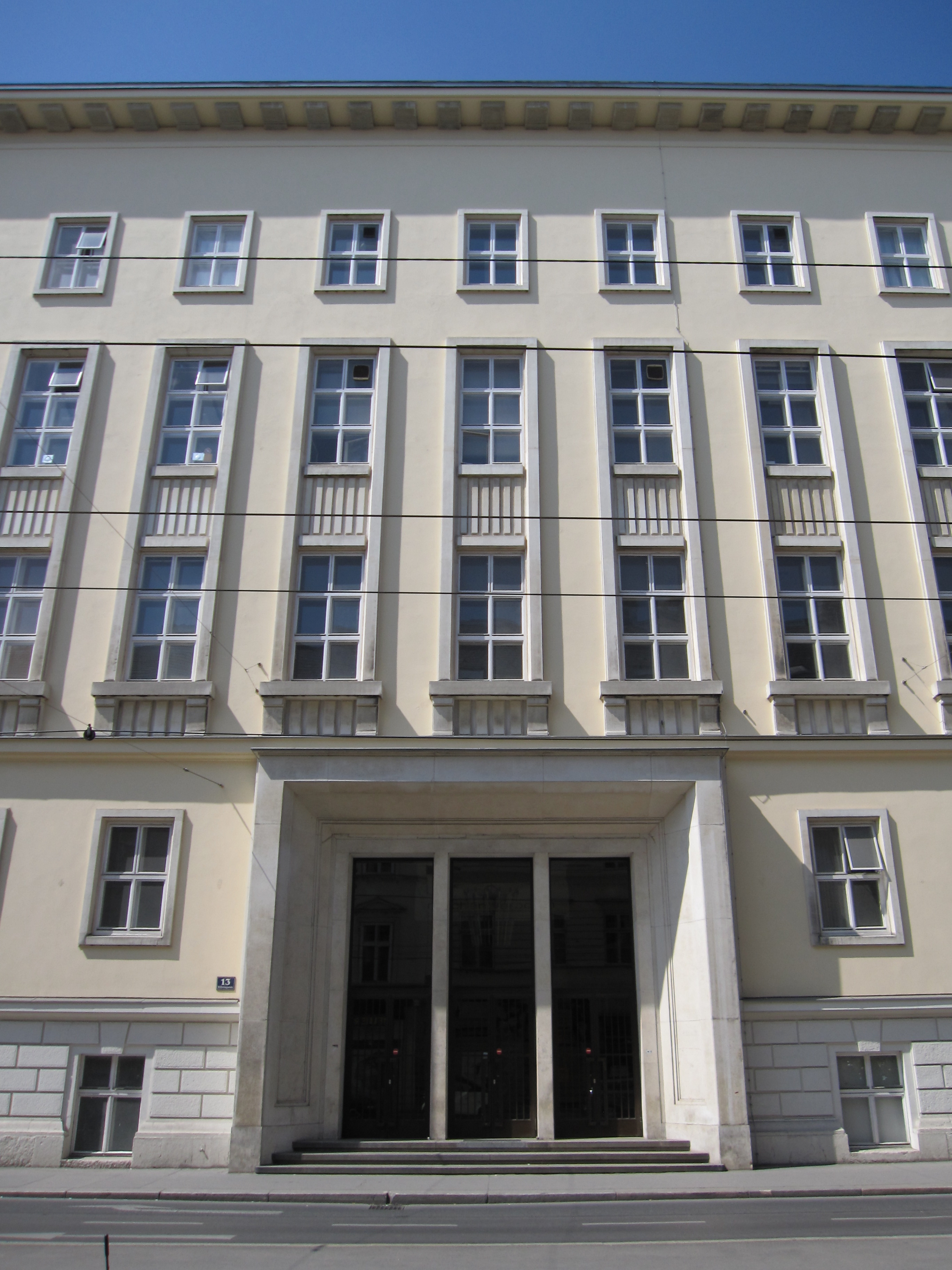
N° 13 : Université de Médecine de Vienne
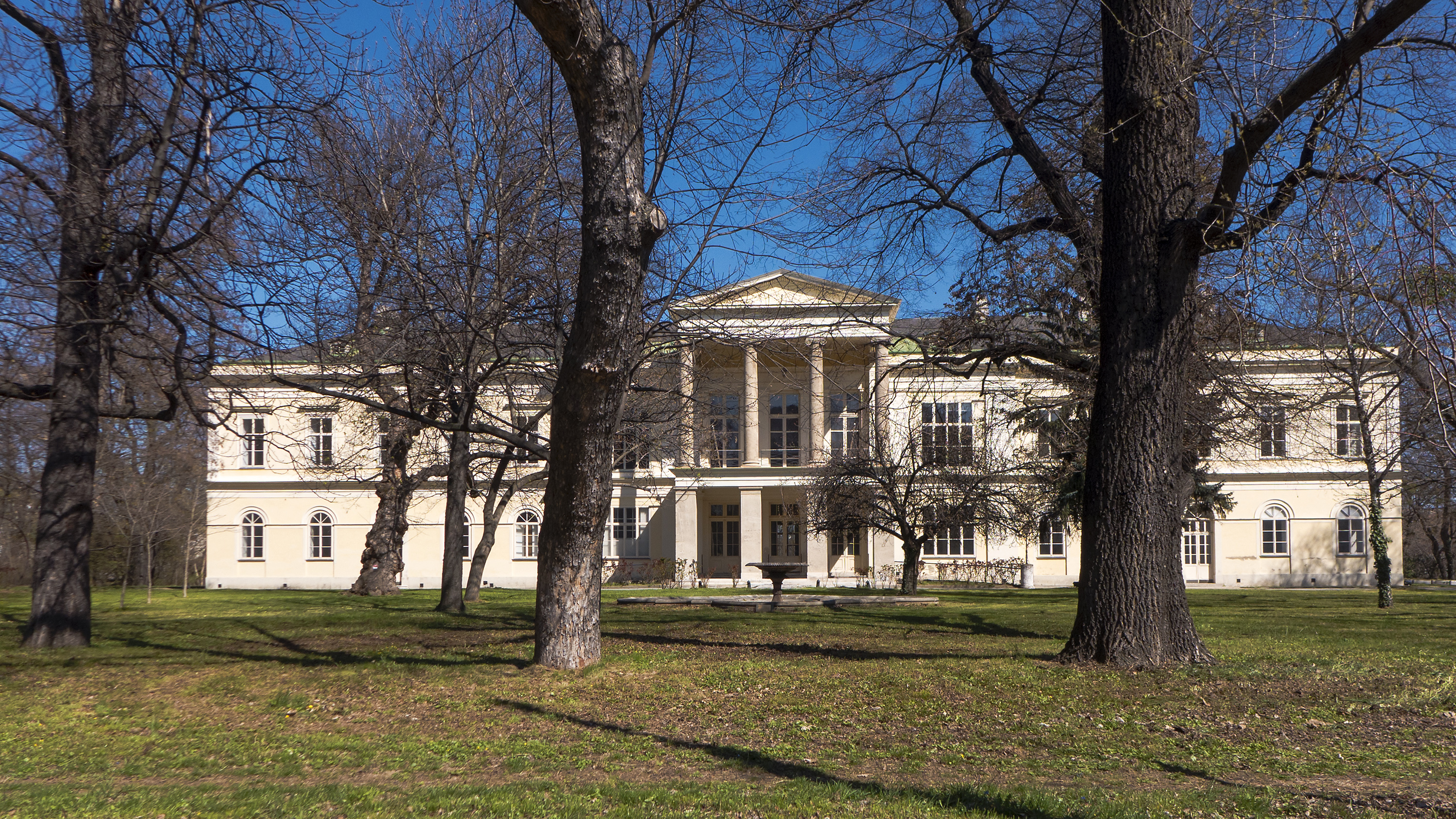
Le Palais Clam Gallas au N° 30-36
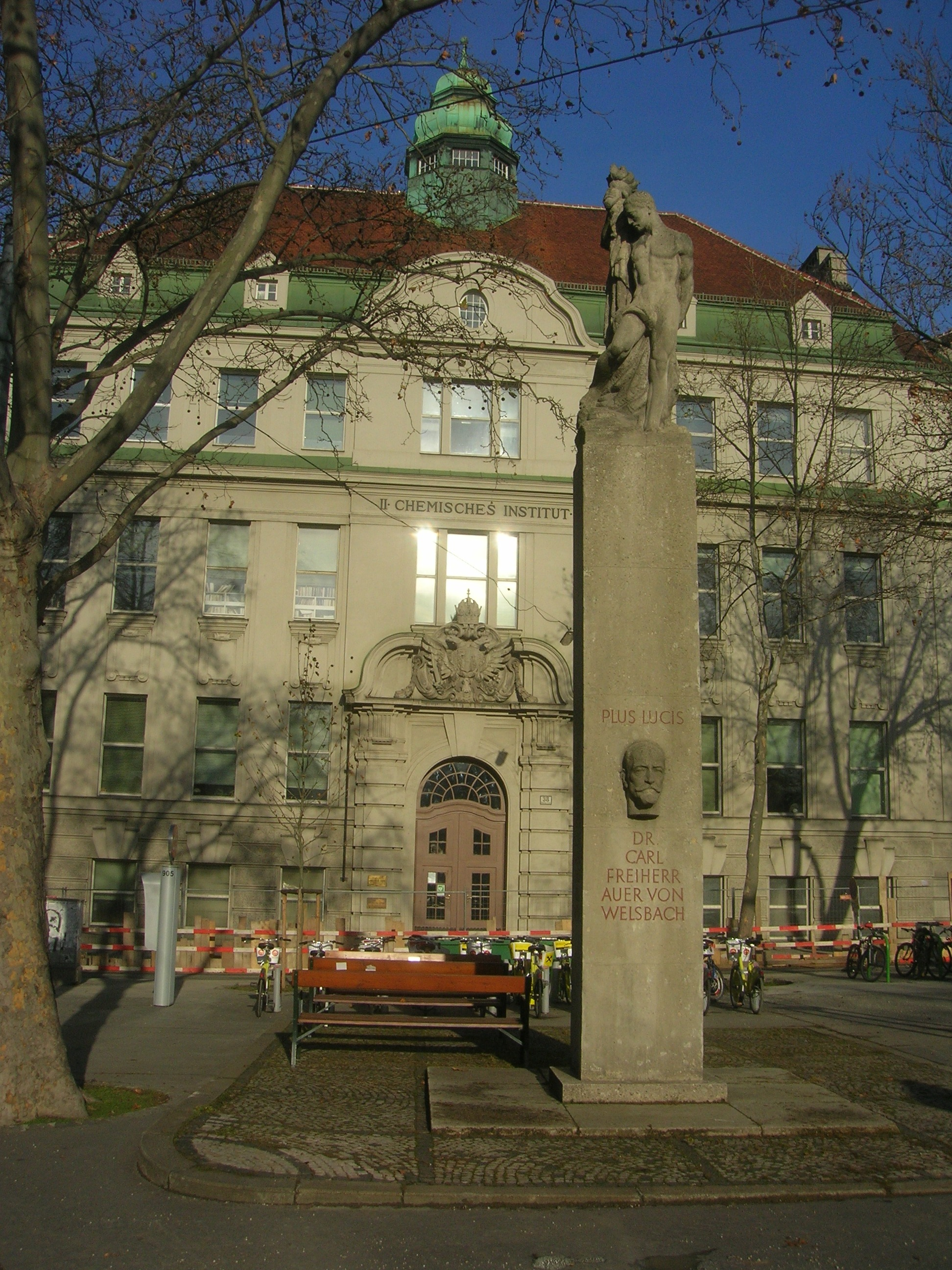
Monument à Carl Auer von Welsbach au n° 38
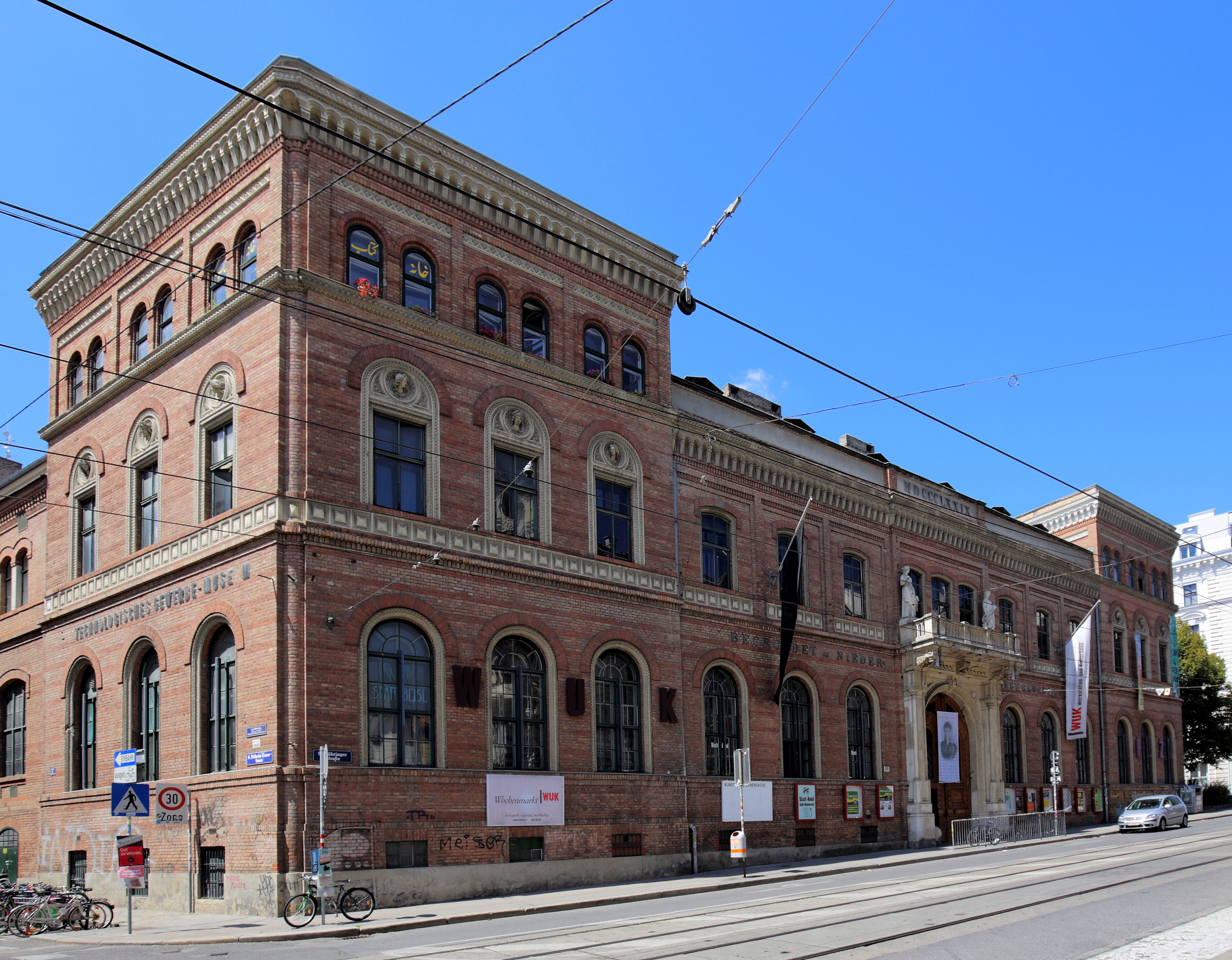
WUK, atelier et centre culturel, au N° 59
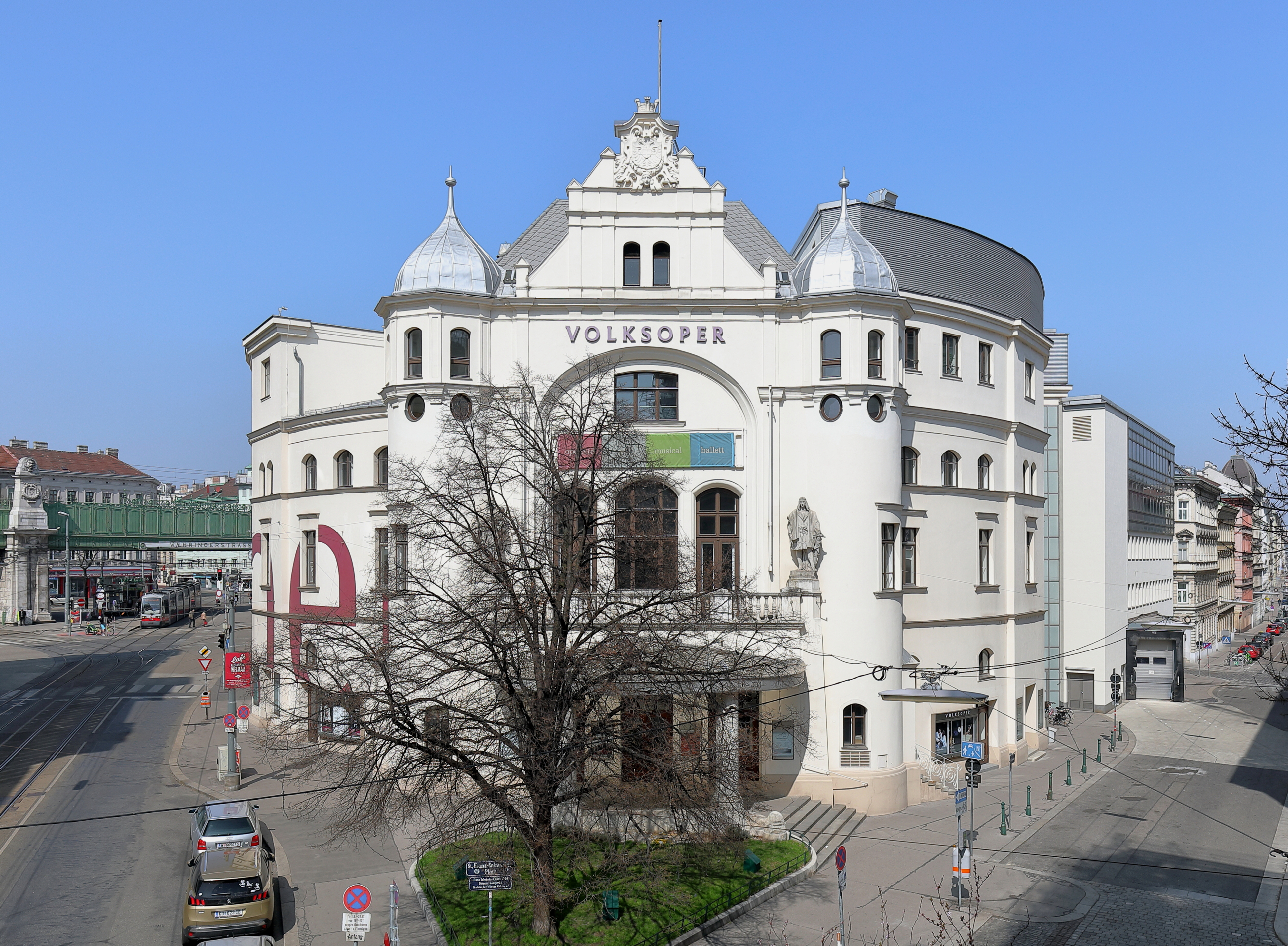
Le Volksoper au N° 78 ;

## Anecdote
La célèbre chanson Mariandl est venue à l'esprit du compositeur Hans Lang dans la Währinger Straße alors qu'il empruntait la ligne de tramway 41 en 1947.

## Galerie

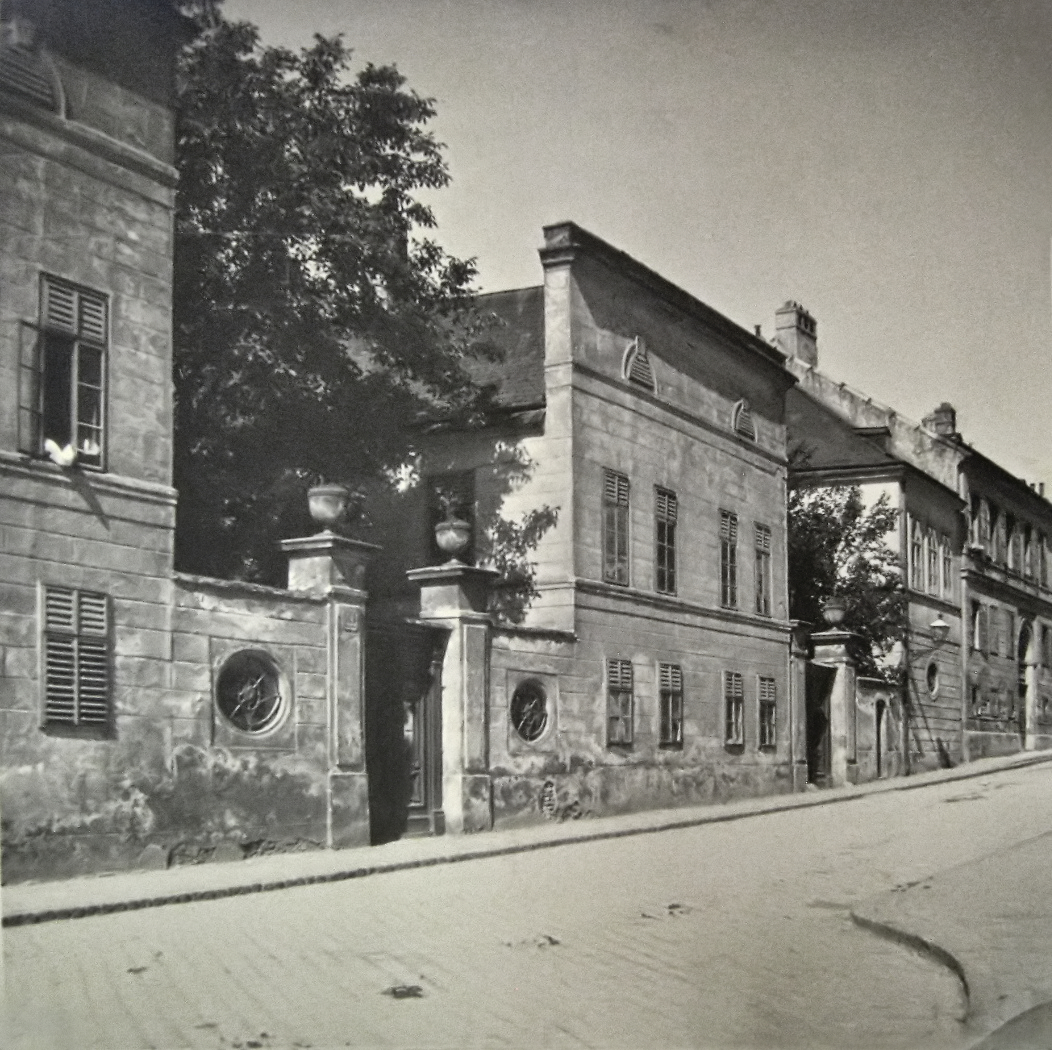
Non. 169-171 : La résidence disparue de Friedrich von Gentz, 1918
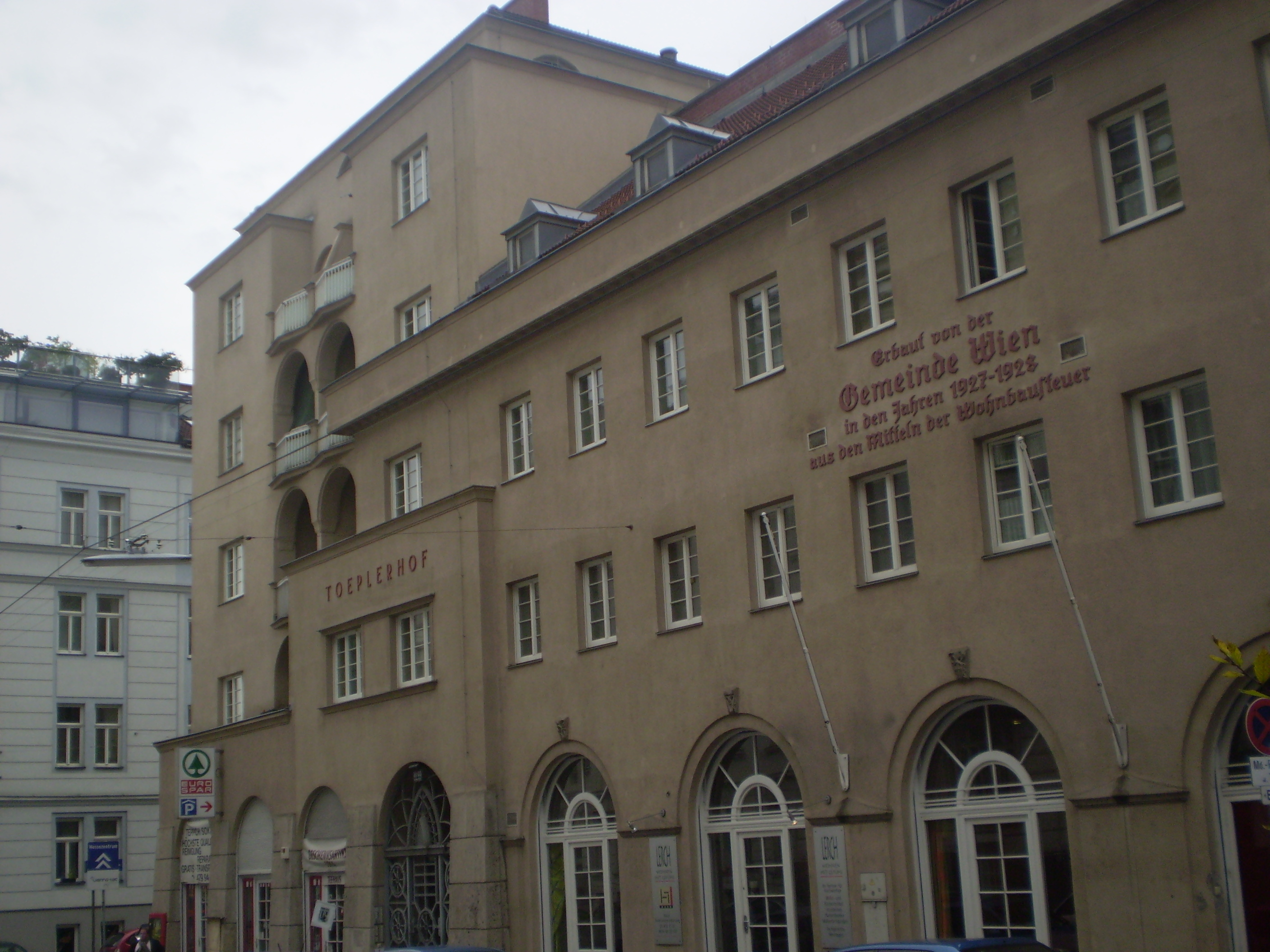
Le Toeplerhof au n° 169-171
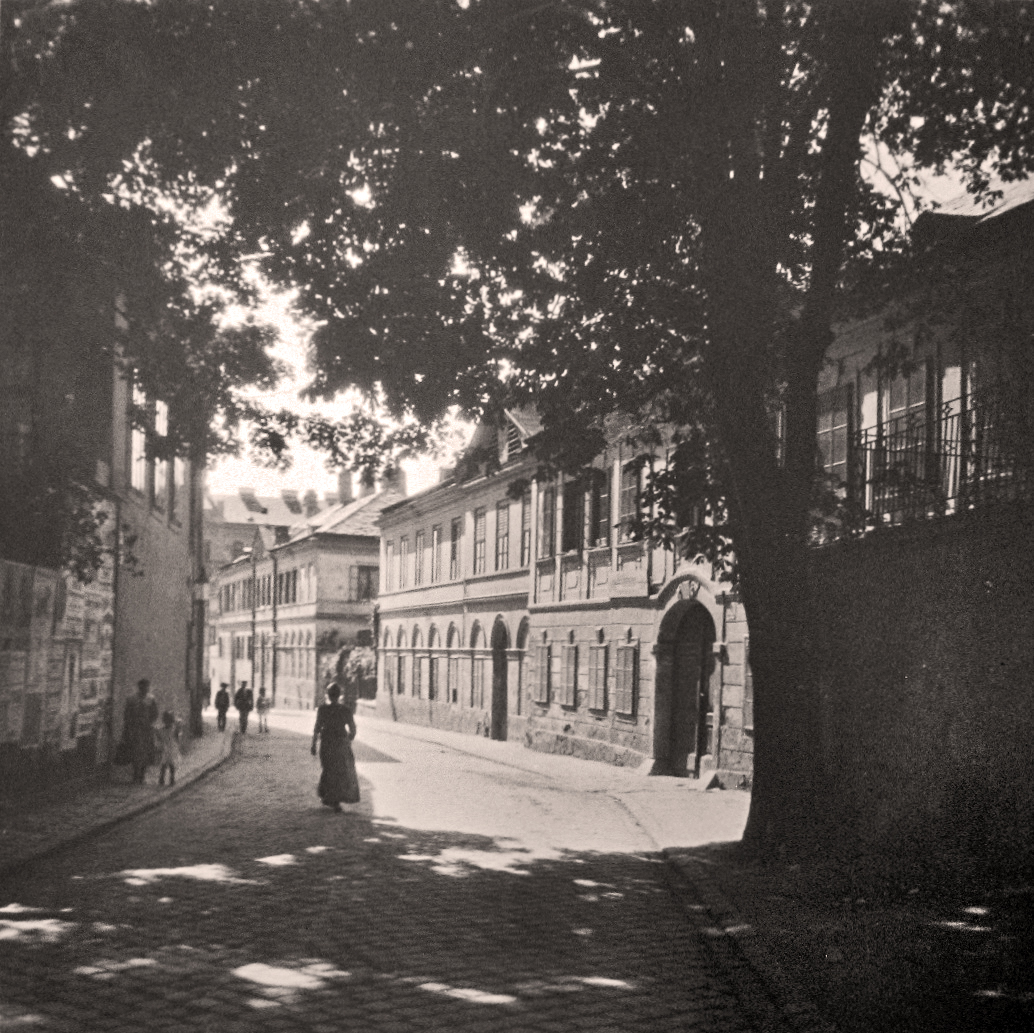
Le château Czartoryski, disparu, anciennement aux numéros 175-181, (vue en 1918)
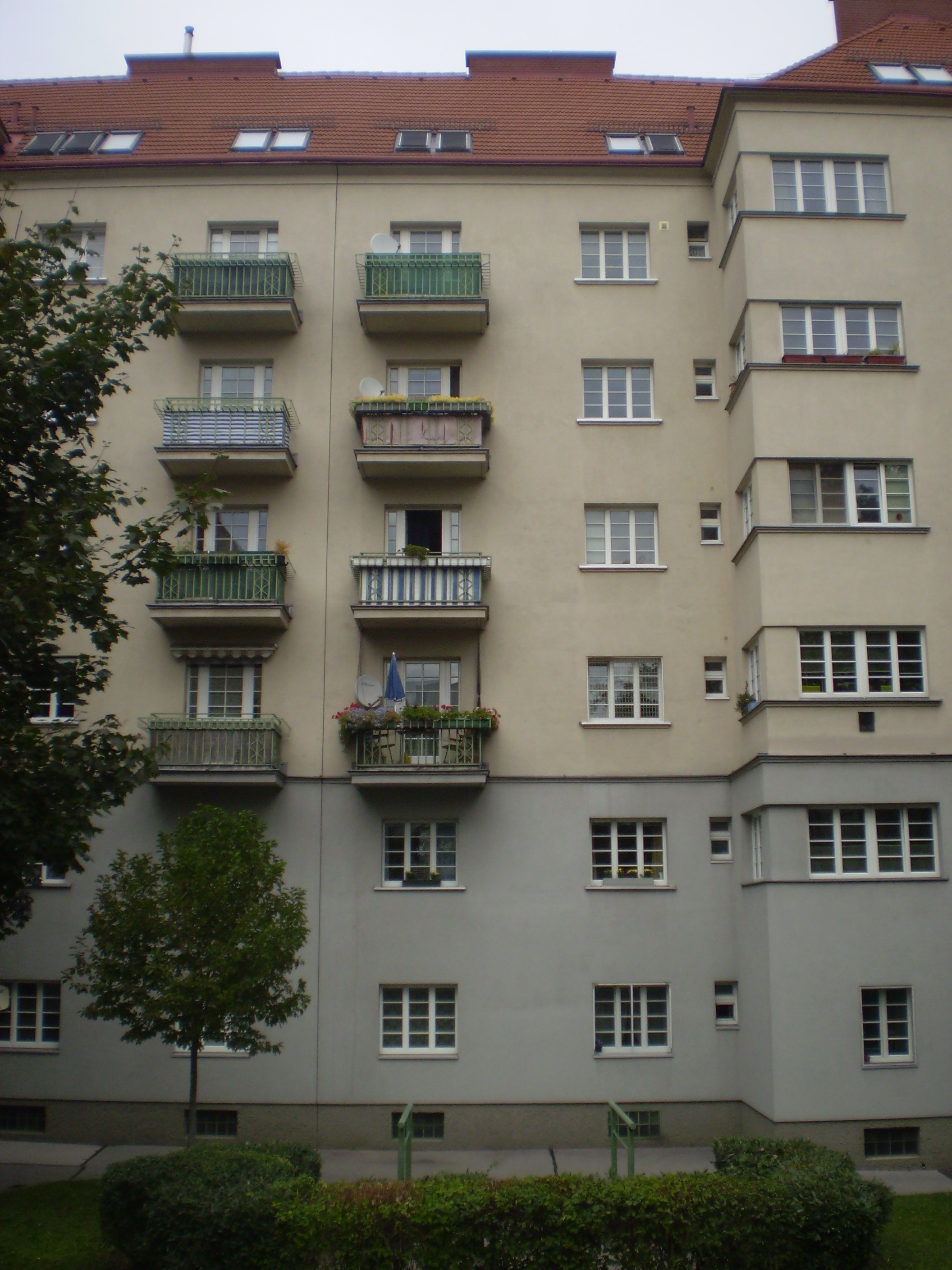
N° 188-190 : Bâtiment communautaire de 1926/1927

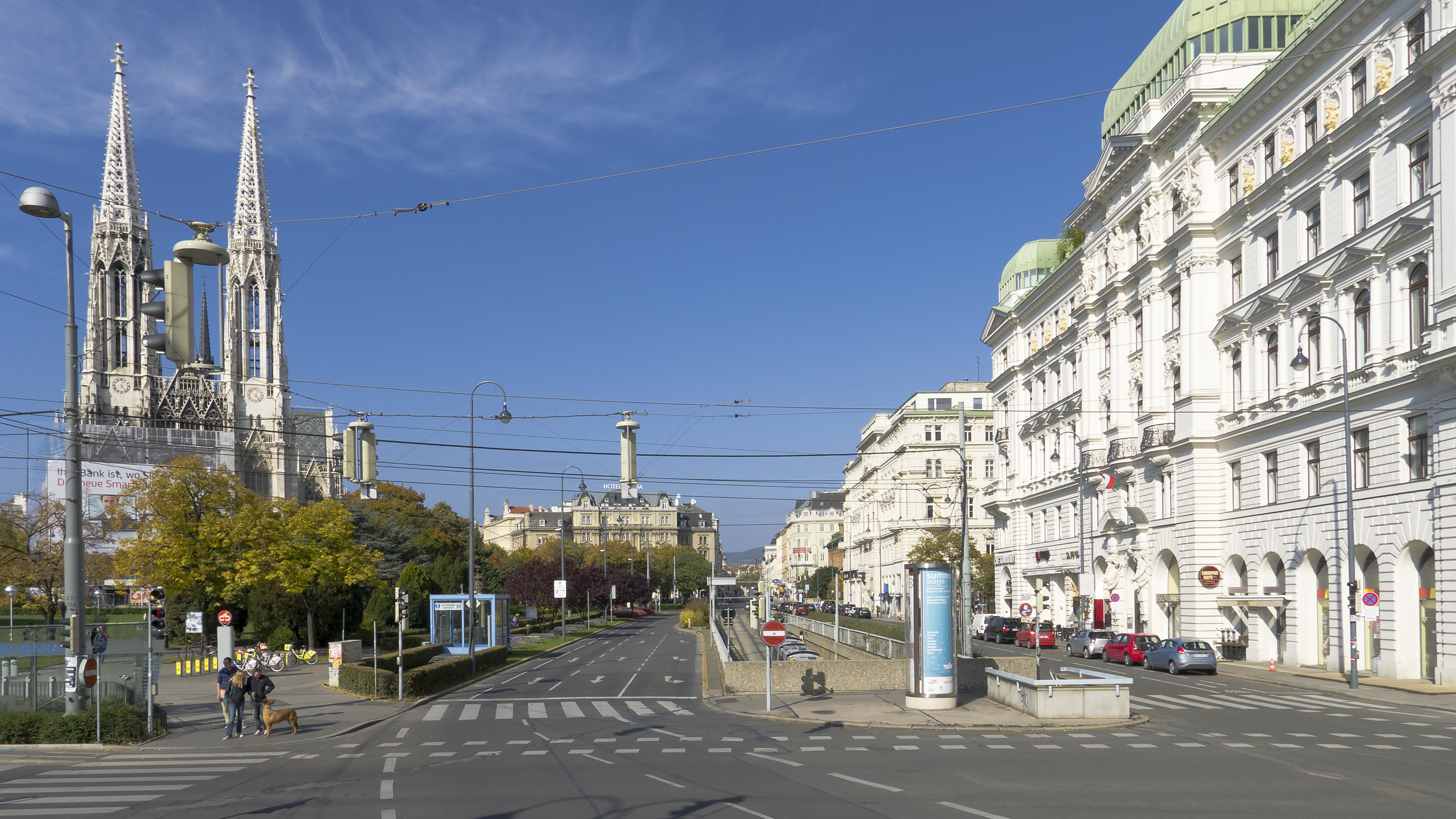
Les débuts de la Währinger Straße dans la Maria-Theresien-Straße
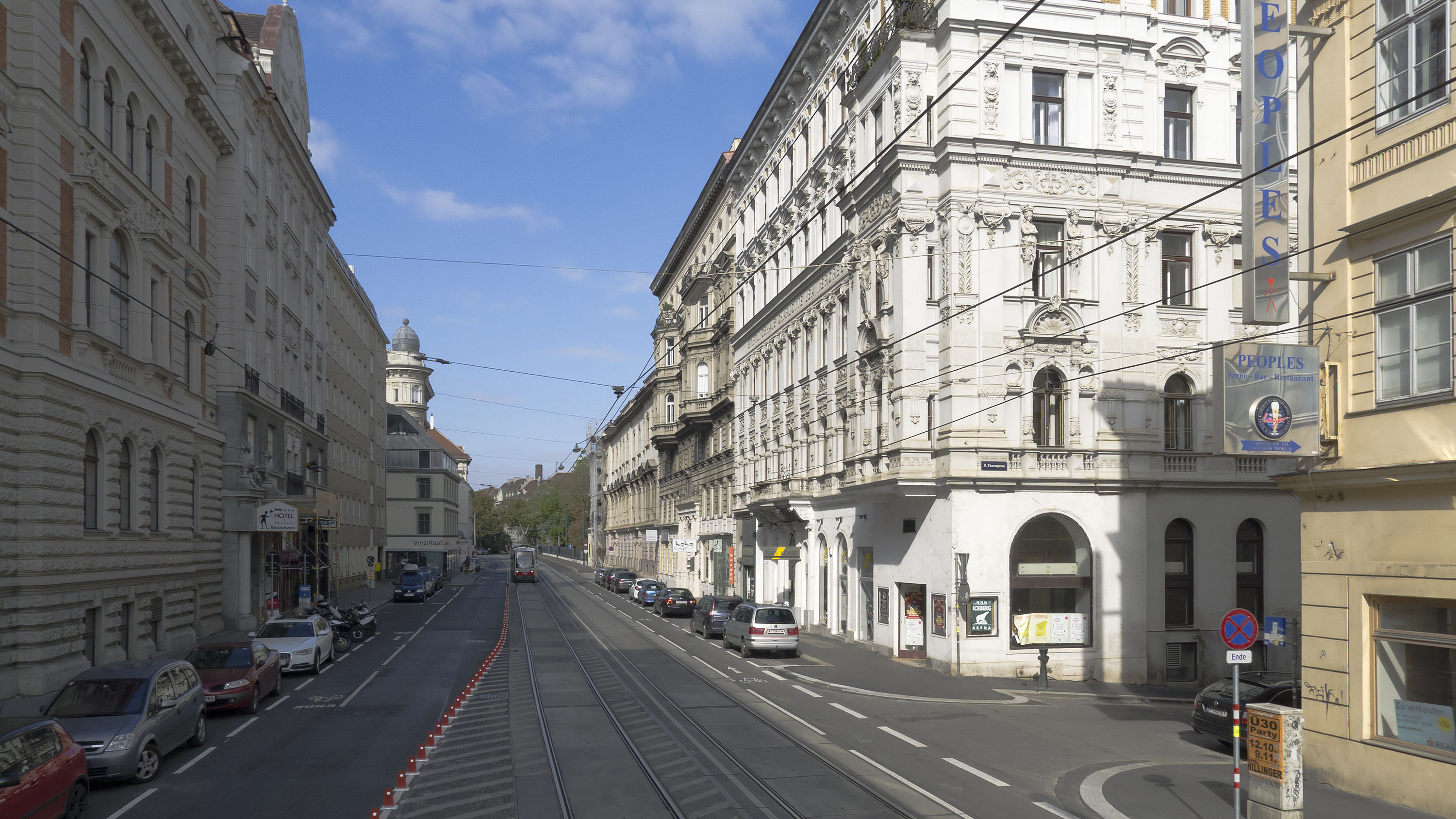
Dans la Thurngasse
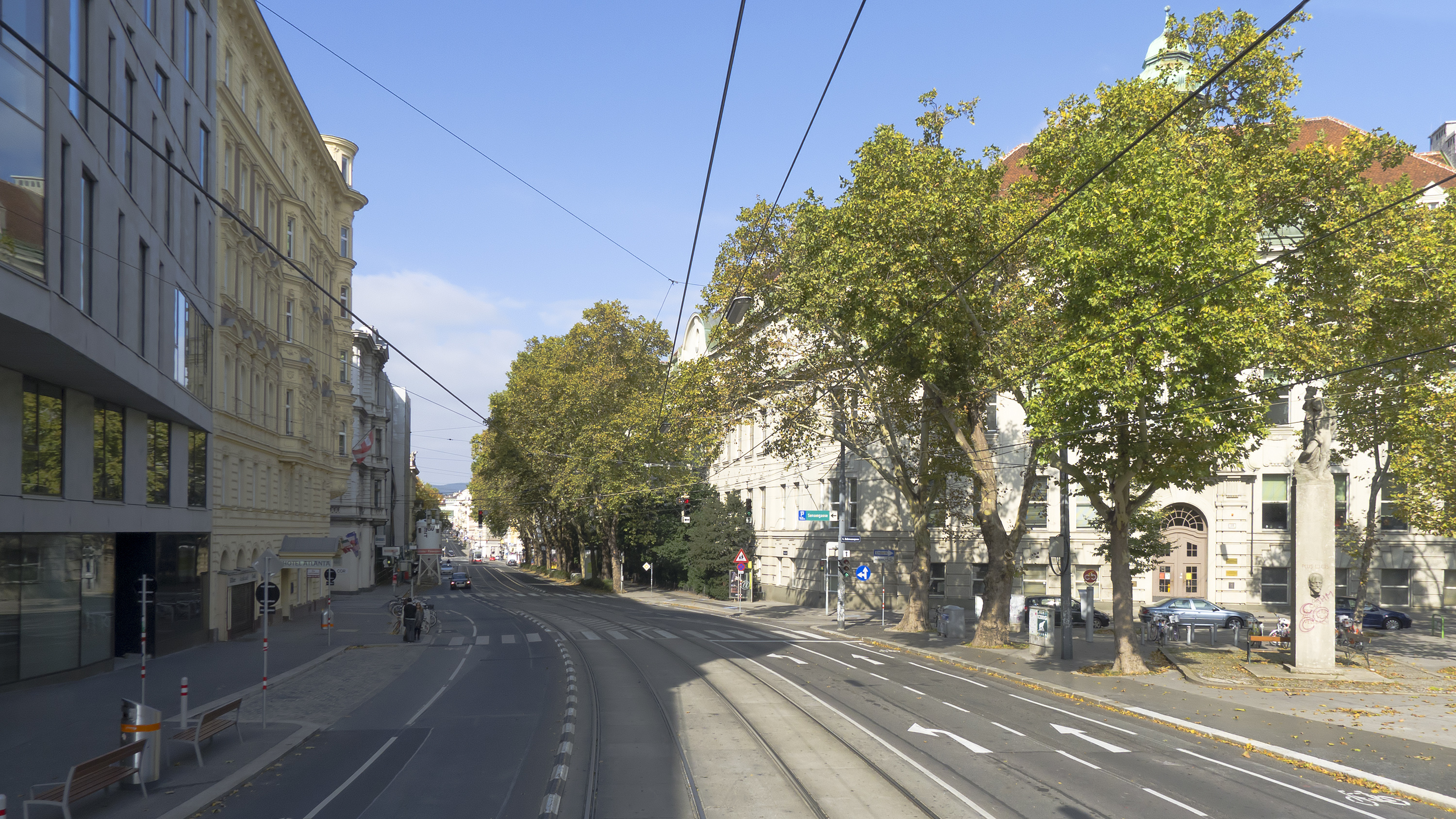
En face de la Sensengasse
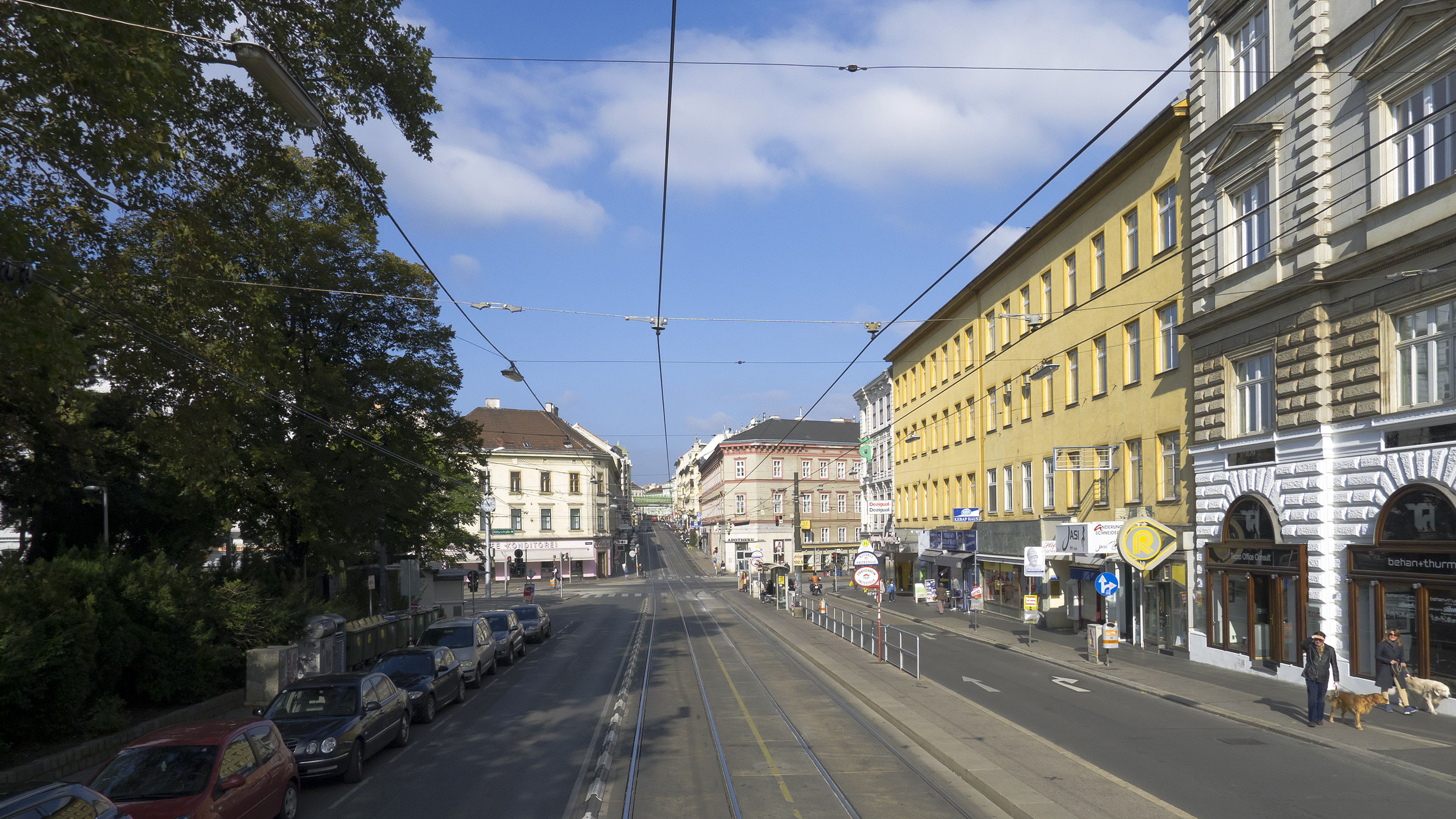
En face de la Spitalgasse / Nussdorfer Straße
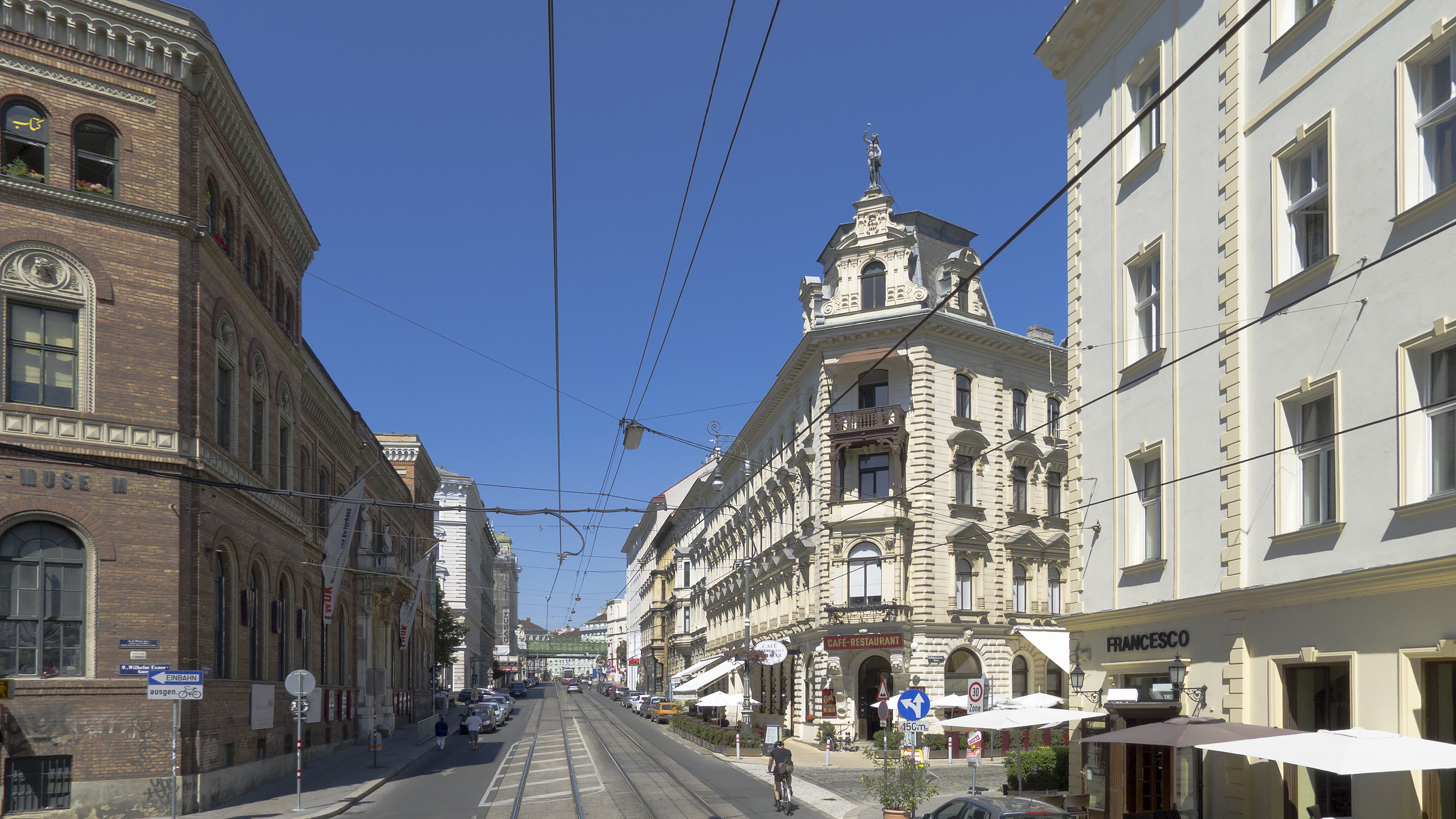
À Wilhelm-Exner-Gasse
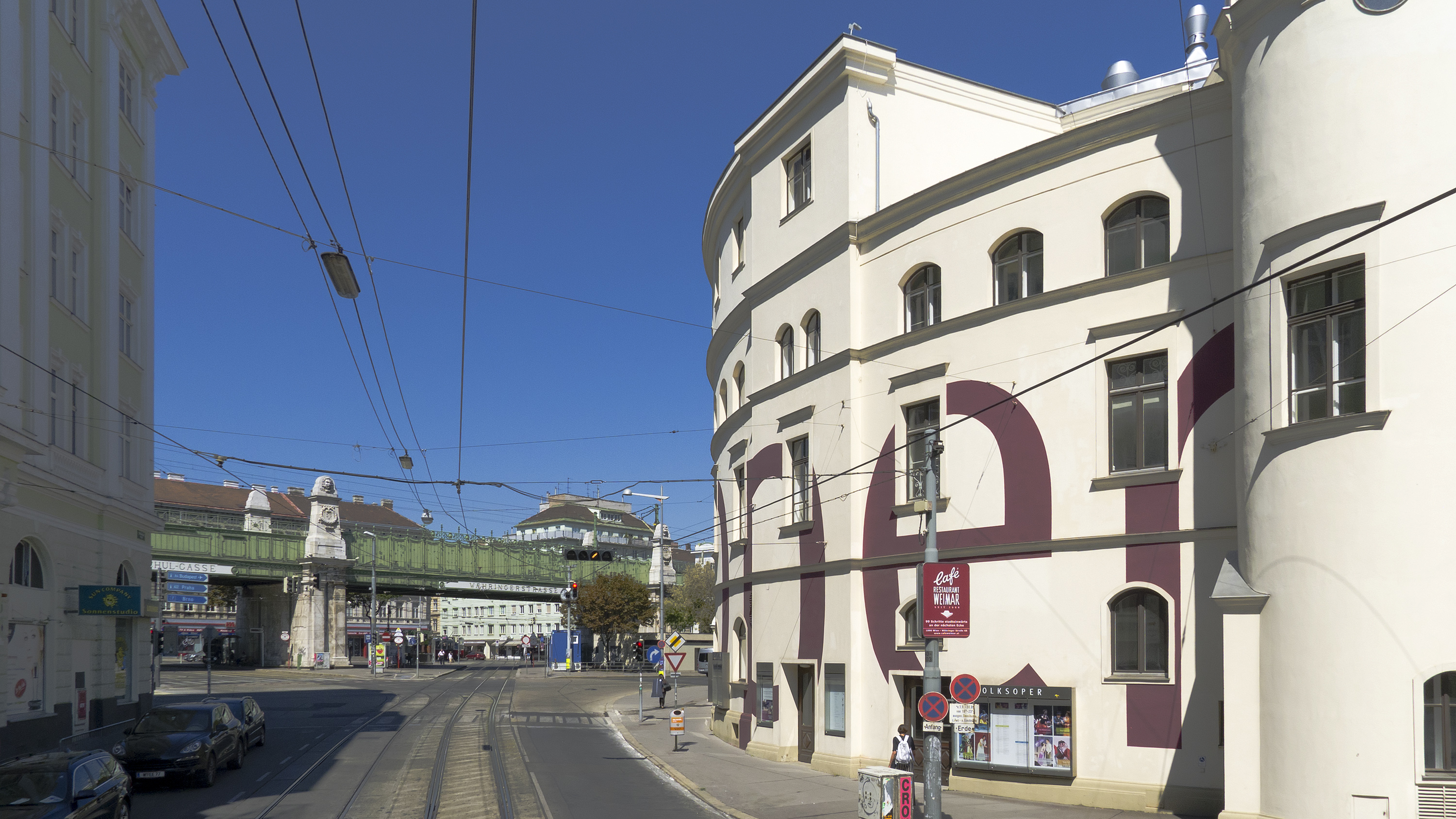
A droite se trouve le Volksoper
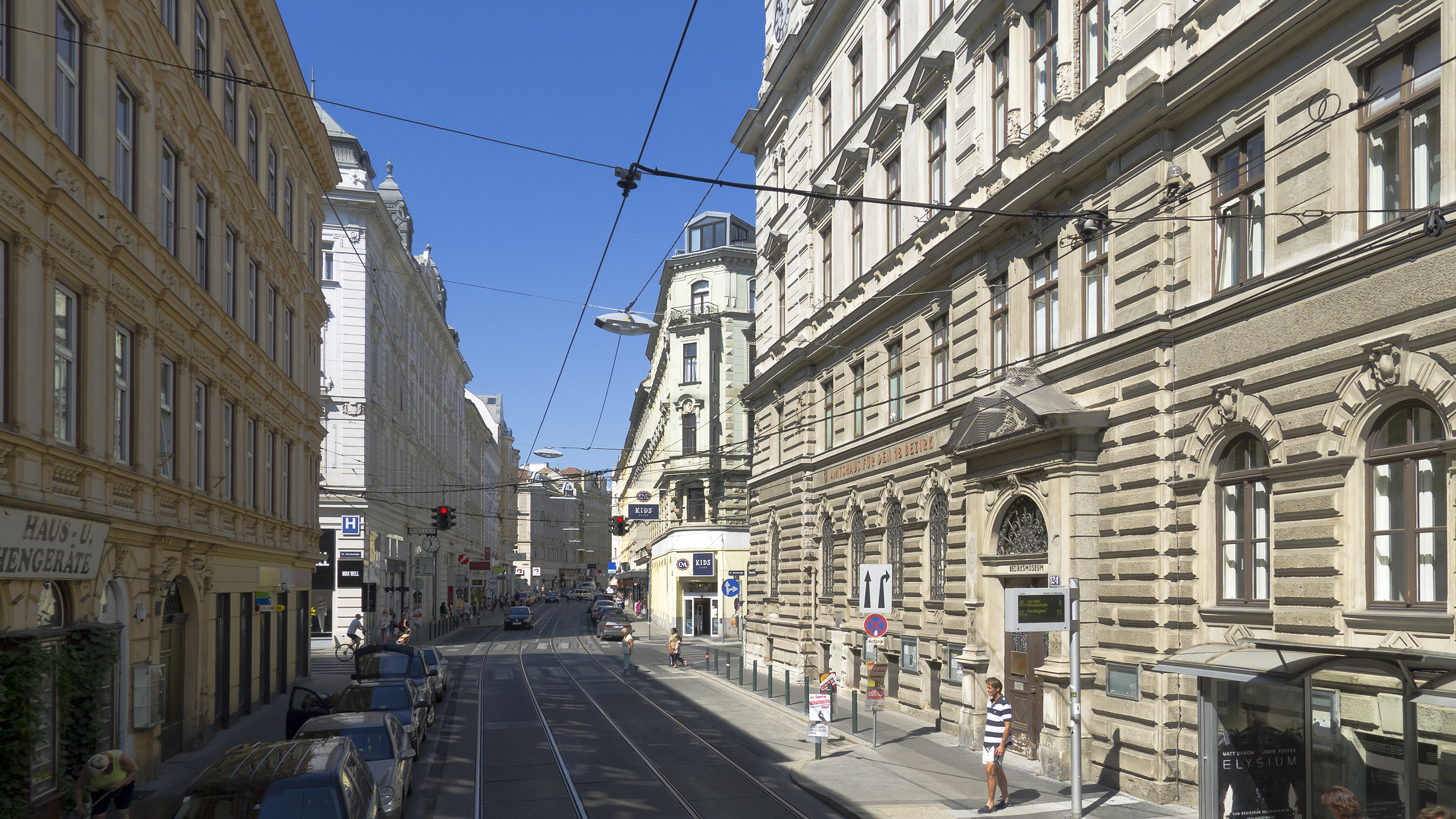
Sur la rue Martinstrasse
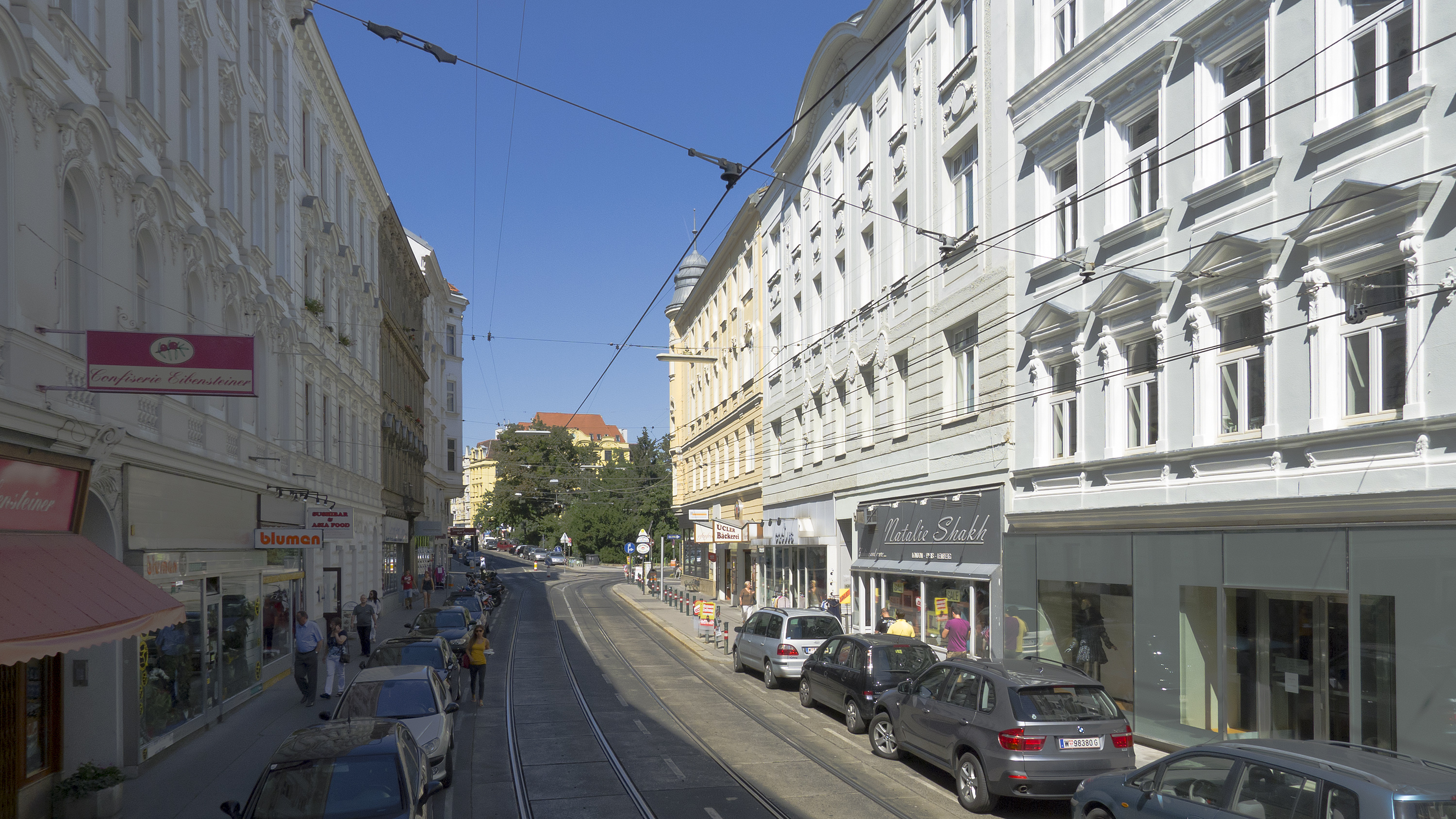
En face de l'Aumannplatz
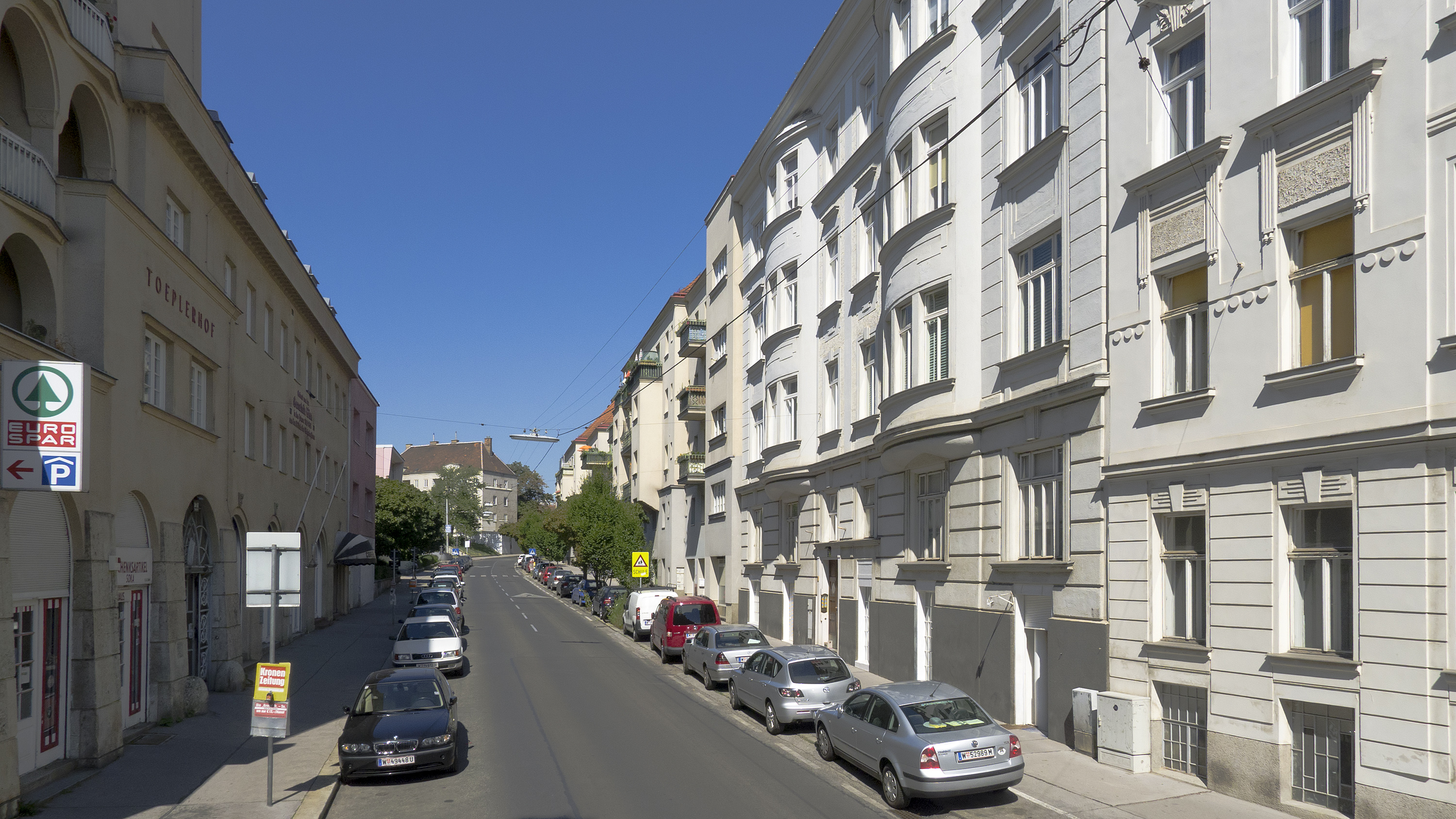
Dans la Paulinengasse
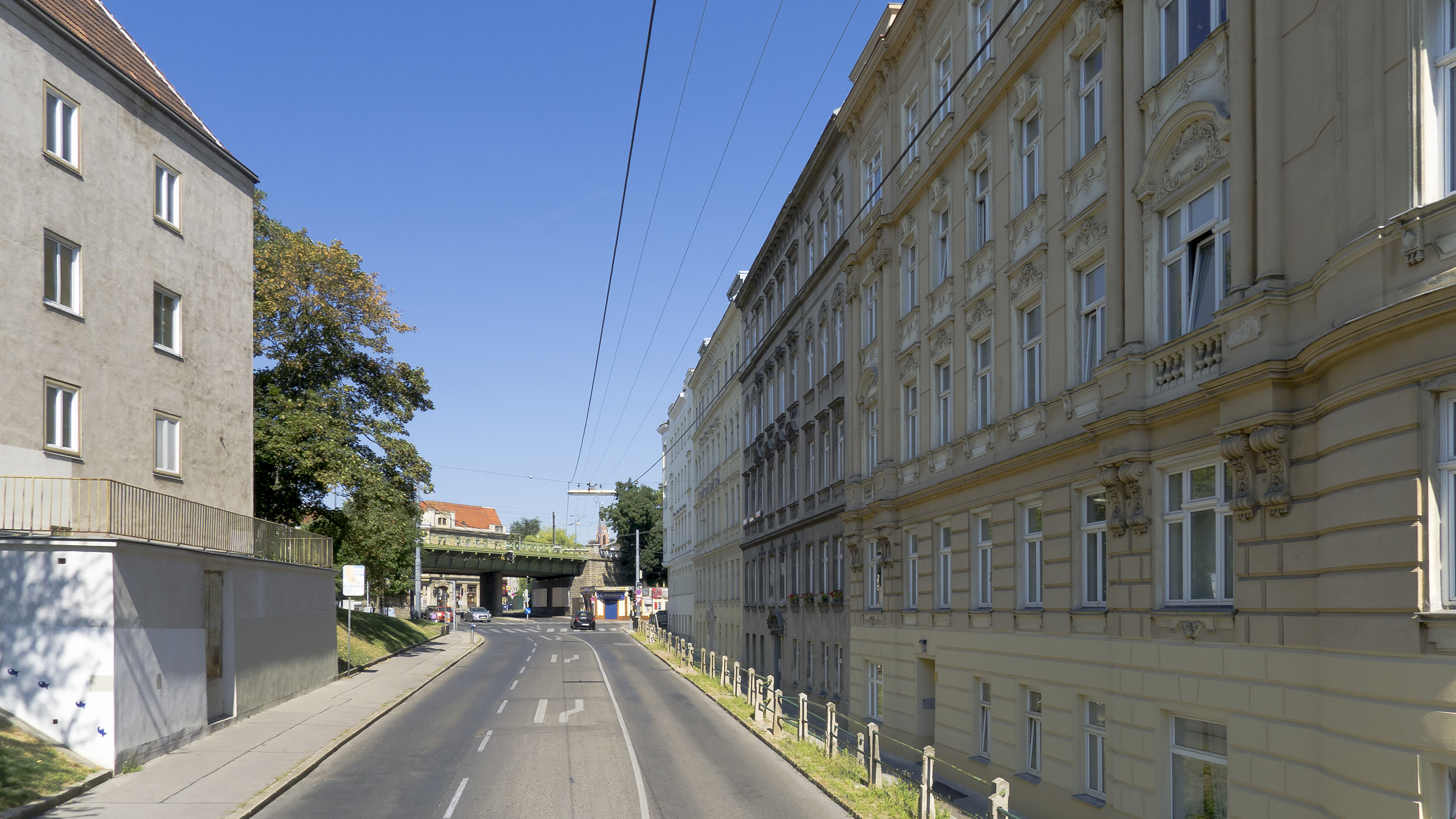
Le bout de la rue à Simonygasse ; au fond, le pont de la ligne de banlieue